# 19. März
Der 19. März ist der 78. Tag des gregorianischen Kalenders (der 79. in Schaltjahren), somit bleiben 287 Tage bis zum Jahresende.

## Ereignisse

### Politik und Weltgeschehen
- 1279: Nach der Niederlage Chinas in der Seeschlacht bei Yamen gegen die Mongolen ertränkt sich Premierminister und Kaiserberater Lu Xiufu gemeinsam mit dem achtjährigen Thronerben Song Bing und beendet damit die Song-Dynastie. Die Herrschaft der Mongolen unter der von Kublai Khan proklamierten Yuan-Dynastie beginnt.

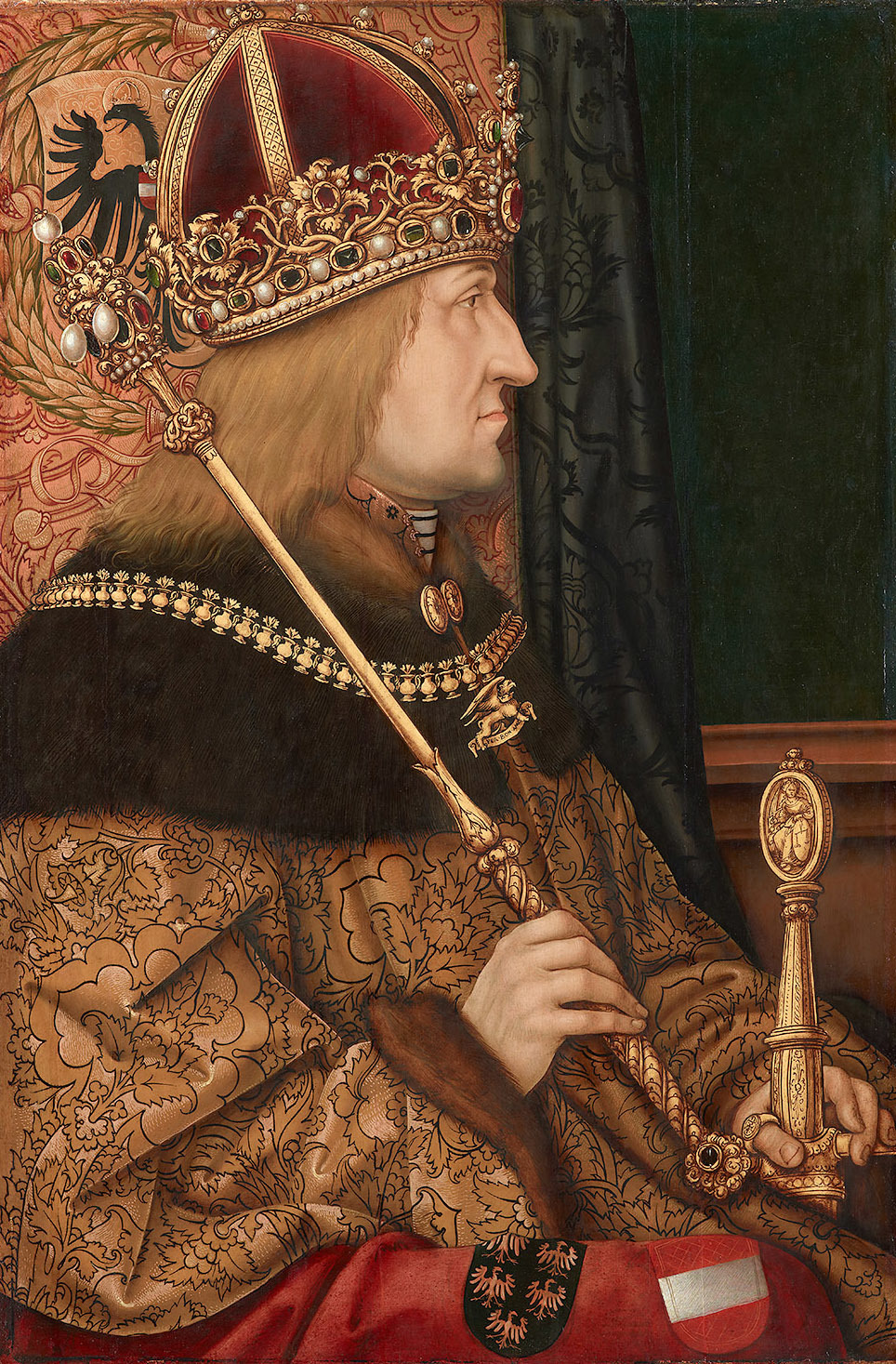
1452: Kaiser Friedrich III.

- 1452: König Friedrich III. wird in Rom von Papst Nikolaus V. zum Kaiser des Heiligen Römischen Reiches gekrönt. Es handelt sich um die letzte Kaiserkrönung in Rom.
- 1563: Im Edikt von Amboise erhalten die Hugenotten in Frankreich durch Caterina de’ Medici das eingeschränkte Recht auf freie Religionsausübung. Ausgenommen von der Regelung sind Paris und einige andere Städte. Damit endet der Erste Hugenottenkrieg.
- 1616: Sir Walter Raleigh wird nach dreizehn Jahren Haft aus dem Tower of London freigelassen.
- 1682: Die Generalversammlung des französischen Klerus verkündet die gallikanischen Artikel, mit denen die Selbstständigkeit der französischen Kirche und der Könige von Frankreich gegenüber dem Führungsanspruch des Papstes betont wird.
- 1687: Nach dem Untergang seines letzten verbliebenen Schiffes La Belle wird der französische Entdecker Robert Cavelier de La Salle beim Versuch, Hilfe zu holen, von meuternden Mitgliedern seiner Expedition im heutigen Texas ermordet.

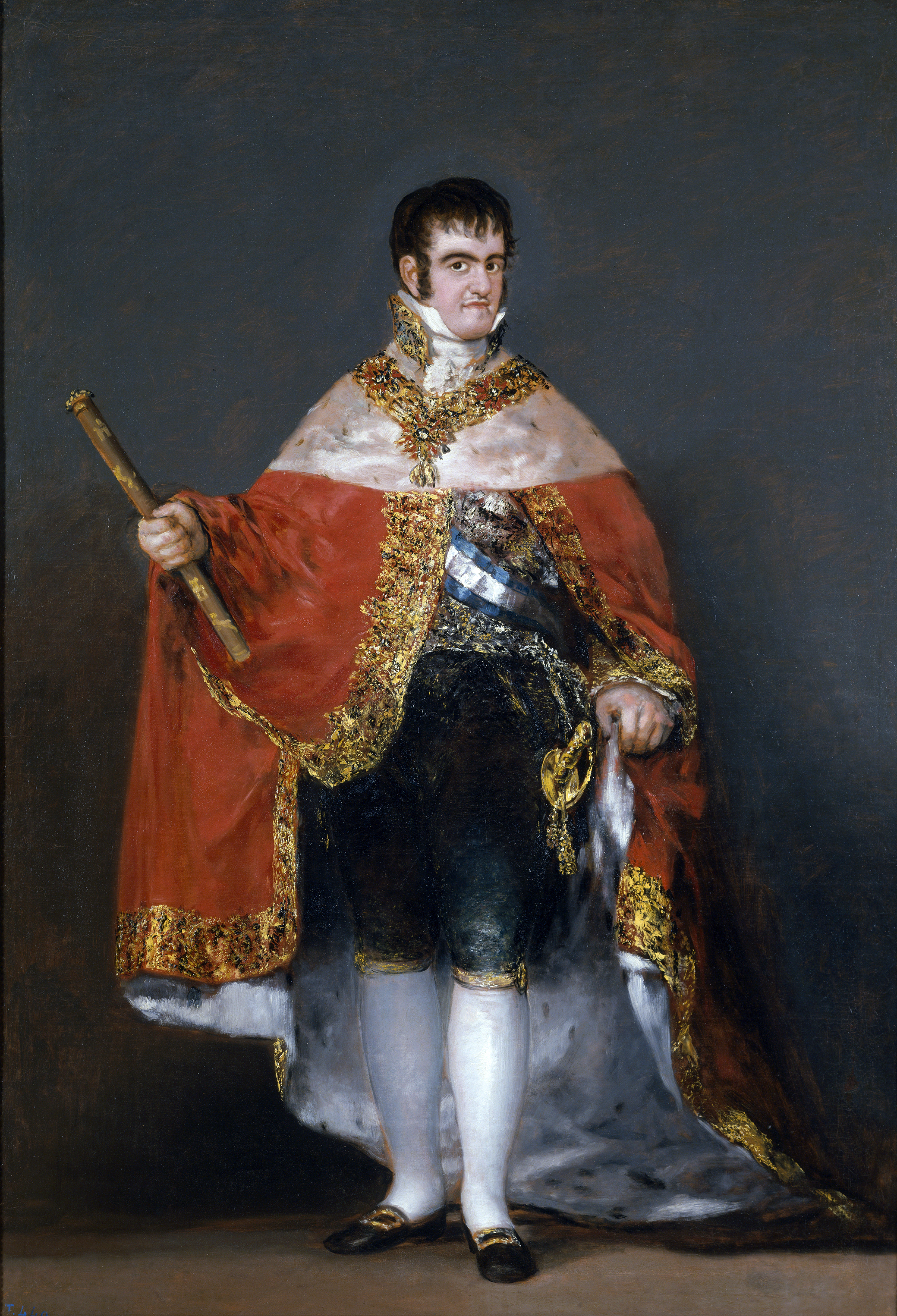
1808: Ferdinand VII.

- 1808: Spaniens König Karl IV. dankt ab. Sein Sohn Ferdinand VII. übernimmt die Regentschaft. Napoleon Bonaparte, dessen Truppen im Lande stehen, beanstandet wenige Tage später die Anerkennung Ferdinands als König, was in der Folge wieder zur Rückgabe der Herrschaft an den Vater führt.

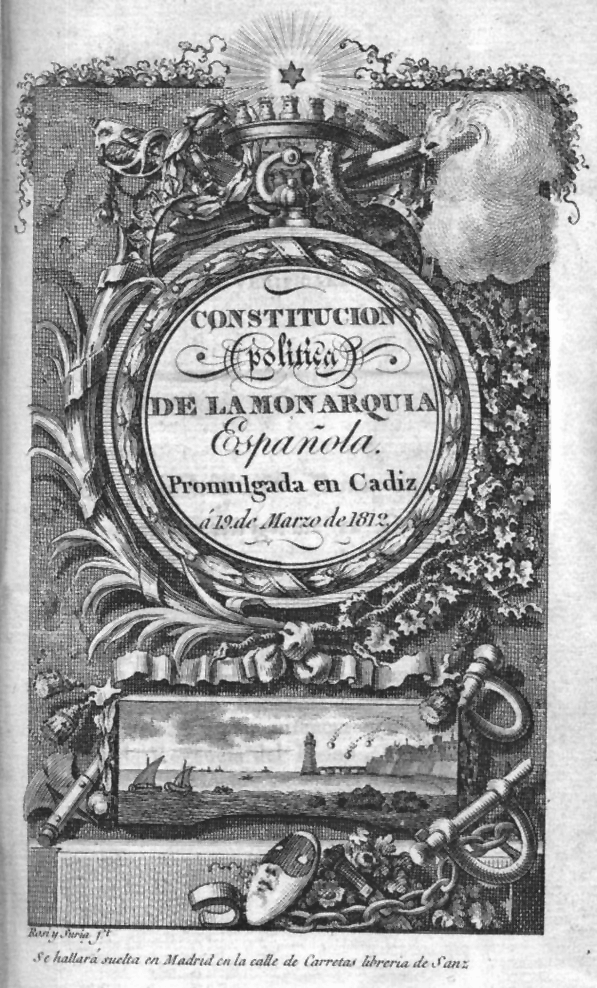
1812: Verfassung von Cádiz

- 1812: In Spanien veröffentlichen die Cortes von Cádiz La Pepa, die erste spanische Verfassung. Sie wird jedoch vom außer Landes befindlichen Monarchen Ferdinand VII. bereits zwei Jahre später nach Rückkehr außer Kraft gesetzt und der Absolutismus erneut eingeführt.
- 1814: Die Schlacht von Vic-en-Bigorre am Ende der Napoleonischen Kriege auf der Iberischen Halbinsel zwischen den sich auf dem Rückzug befindlichen Franzosen unter General Nicolas Jean-de-Dieu Soult und den Engländern unter Sir Arthur Wellesley endet unentschieden. Die napoleonische Armee kann sich in Richtung Toulouse zurückziehen.
- 1815: In einem Protokoll des Wiener Kongresses werden Fragen des staatlichen Gesandtenwesens und der ständigen diplomatischen Vertreter geregelt. Unter anderem ist der Botschafter seither ranghöchster Diplomat.
- 1822: Nach nicht einmal einem Jahr an der Macht dankt Agustín I. als Kaiser von Mexiko ab. Er erhält eine Pension, muss jedoch ins Ausland gehen.

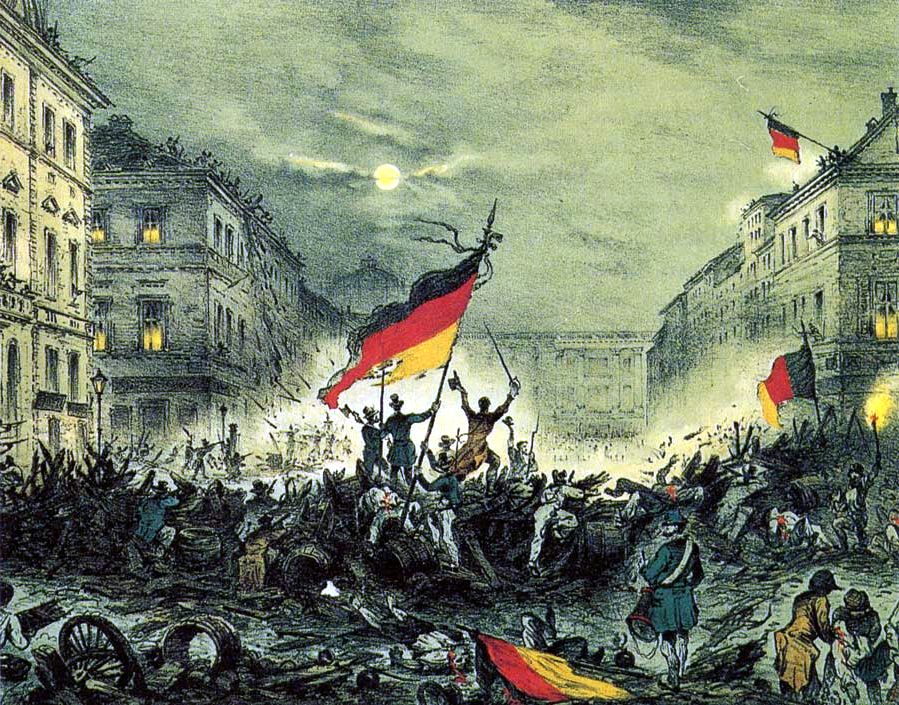
1848: Jubelnde Revolutionäre in Berlin

- 1848: Der Barrikadenaufstand bei der Märzrevolution in Berlin fordert über hundert Tote, die sogenannten Märzgefallenen. Die Truppen werden auf Befehl des preußischen Königs Friedrich Wilhelm IV. aus der Stadt abgezogen.

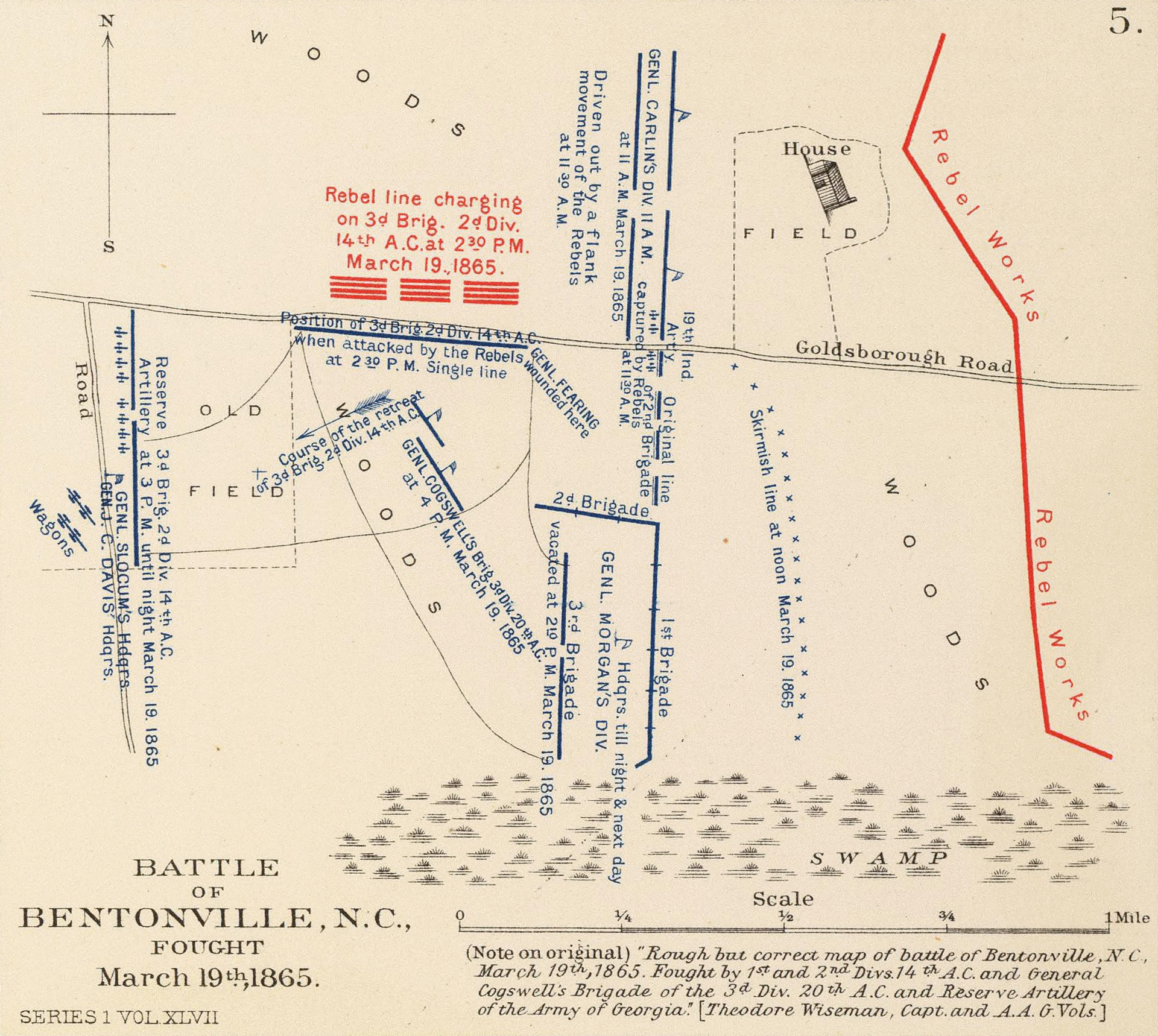
1865: Schlacht von Bentonville

- 1865: Gegen Ende des Amerikanischen Bürgerkriegs beginnt in North Carolina die Schlacht bei Bentonville zwischen Unionstruppen unter General William T. Sherman und der Konföderierten Armee unter Joseph E. Johnston, die bis zum 21. März dauert.
- 1911: Von Clara Zetkin initiiert, wird in Deutschland, Dänemark, Österreich-Ungarn und der Schweiz erstmals ein Internationaler Frauentag begangen.
- 1914: In Deutschland finden anlässlich des Internationalen Frauentags Demonstrationen für die Einführung des Wahlrechts für Frauen statt.
- 1920: Im Kongress der Vereinigten Staaten scheitern die Ratifikation des Versailler Vertrags und der Beitritt der USA zum Völkerbund.
- 1921: Preußische Polizei wird zur Wiederherstellung der Ordnung in Mansfeld, Hettstedt und Eisleben eingesetzt. Die Vereinigte Kommunistische Partei Deutschlands verlegt deswegen einen ohnehin geplanten Aufstand vor. Die Märzkämpfe in Mitteldeutschland setzen ein.
- 1944: Nachdem das mit den Achsenmächten verbündete Ungarn im Zweiten Weltkrieg Kontakt mit den Alliierten aufgenommen hat, beginnt Deutschland mit dem Unternehmen Margarethe, der deutschen Besetzung Ungarns.
- 1944: In dem von der Wehrmacht eine Woche lang betriebenen KZ Osaritschi sterben mindestens 9000 weißrussische Zivilisten.
- 1945: Da sich die Niederlage des Deutschen Reiches im Zweiten Weltkrieg abzeichnet, erteilt Adolf Hitler den Nerobefehl, nach dem die Infrastruktur im Deutschen Reich zu zerstören ist.
- 1945: Die hessische Stadt Hanau wird kurz vor Ende des Zweiten Weltkriegs durch einen alliierten Luftangriff fast vollständig zerstört.
- 1945: Die Bombardierung der Franklin durch ein einzelnes japanisches Flugzeug führt mit 743 Toten zu den schwersten Verlusten eines US-amerikanischen Flugzeugträgers im Zweiten Weltkrieg.
- 1946: Die bisherigen Kolonien Guadeloupe, Martinique und Réunion werden als Übersee-Départements als integraler Bestandteil Frankreichs in die Vierte Republik aufgenommen.
- 1950: Das Ständige Komitee des Weltfriedenskongresses verabschiedet den Stockholmer Appell zur Ächtung der Atombombe.
- 1970: Der deutsche Bundeskanzler Willy Brandt trifft sich in der Zeit der Entspannungspolitik in Erfurt mit dem Ministerpräsidenten der DDR, Willi Stoph, um Annäherungen beider deutscher Staaten zu erreichen.
- 1978: Fünf Tage nach Beginn der Operation Litani, der israelischen Invasion im Libanon, nimmt der Sicherheitsrat der Vereinten Nationen die Resolution 425 an, nach der Israel unverzüglich seine Truppen zurückziehen soll und die Interimstruppe der Vereinten Nationen in Libanon (UNIFIL) konstituiert wird.
- 1981: Im Fall von Philippe Maurice bestätigt der Kassationshof zum letzten Mal in der französischen Justizgeschichte ein Todesurteil in oberster Gerichtsinstanz.
- 1981: Im Golfkrieg scheitert der Irak erneut beim Versuch, die iranische Stadt Susangerd einzunehmen. Der Konflikt zwischen beiden Staaten wird damit zu einem jahrelang anhaltenden Stellungskrieg, in dem bis Kriegsende unter teils großen Verlusten nur minimale Geländegewinne erzielt werden.
- 1989: Der ägyptische Präsident Husni Mubarak hisst die Fahne Ägyptens in Taba im Süden der Sinai-Halbinsel, das 1988 von einem internationalen Schiedsgericht nach 22-jähriger israelischer Besetzung wieder Ägypten zugesprochen worden ist. Seither wird jährlich am 19. März im ägyptischen Gouvernement Dschanub Sina ein „Nationalfeiertag“ abgehalten.
- 1994: Bei von der Arbeiterpartei Kurdistans unterstützten Kurdenprotesten in Deutschland zünden sich in Mannheim zwei Frauen selbst an. Eine stirbt, die andere überlebt schwer verletzt.

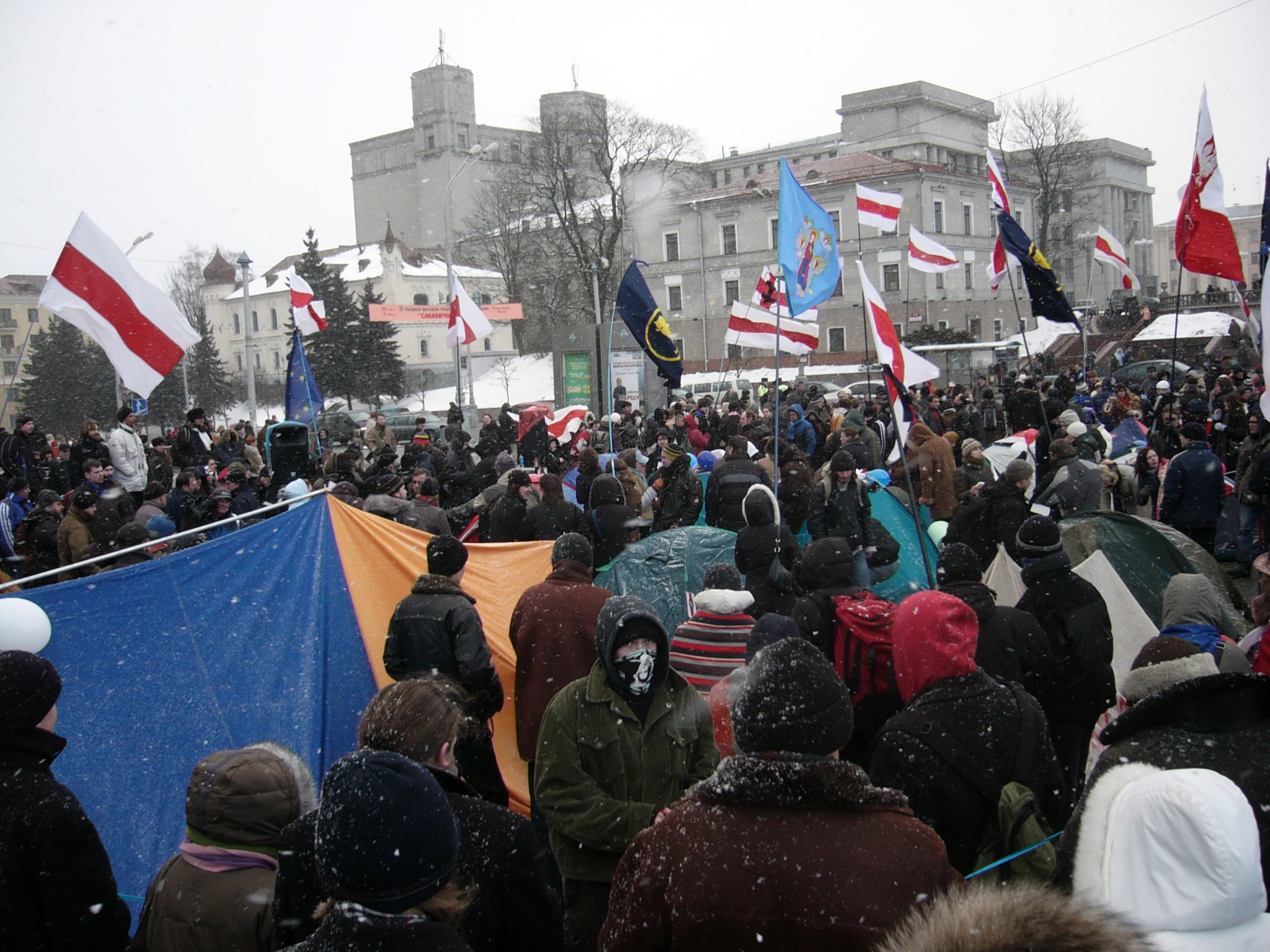
2006: Demonstration in Minsk

- 2006: Bei der Präsidentschaftswahl in Belarus erhält Amtsinhaber Aljaksandr Lukaschenka über 80 % der Stimmen. Noch in der gleichen Nacht kommt es in der belarussischen Hauptstadt Minsk zu friedlichen Protesten tausender Menschen gegen die Wahlmanipulationen, die auch in den nächsten Tagen weitergehen.
- 2006: Im zweiten Wahlgang der Präsidentschaftswahlen in Benin setzt sich Boni Yayi mit 75 % der Stimmen gegen Adrien Houngbédji durch.
- 2012: Vor einer jüdischen Schule in Toulouse werden drei Kinder und ein Rabbiner von einem Attentäter erschossen.

### Wirtschaft
- 1799: In der Helvetischen Republik wird der Franken eingeführt. Damit wird erstmals eine gesamtschweizerische Währung geschaffen.
- 1964: Durch den Tunnel unter dem Alpenpass Grosser St. Bernhard fließt der erste Straßenverkehr.
- 1979: Der US-amerikanische TV-Sender C-SPAN, der ausschließlich über die Regierung der Vereinigten Staaten berichtet, nimmt seine Tätigkeit auf.

### Wissenschaft und Technik

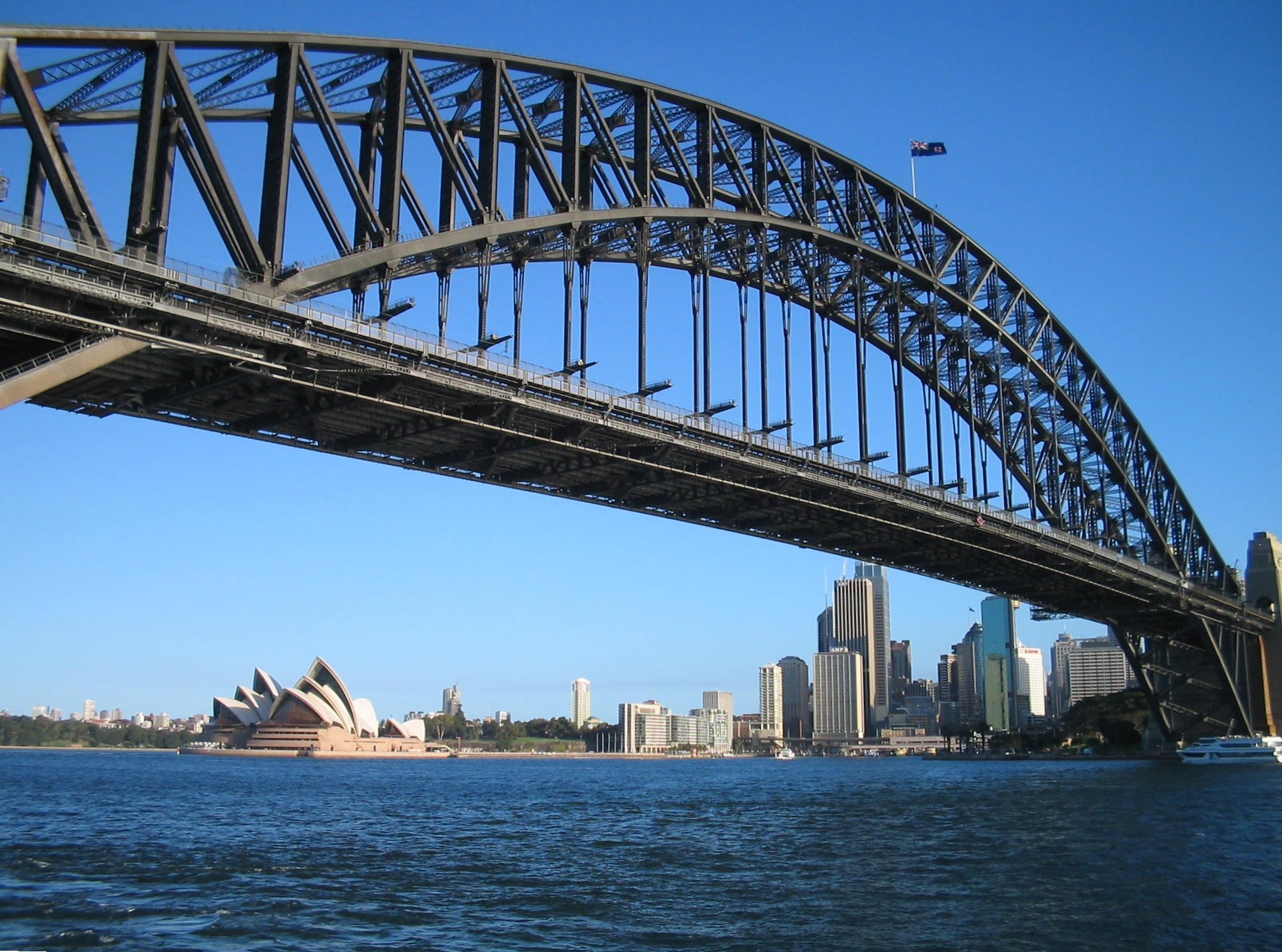
1932: Sydney Harbour Bridge

- 1932: Die Sydney Harbour Bridge in Sydney, eine der längsten Bogenbrücken der Welt, die den Hafen von Sydney überspannt, wird offiziell eröffnet.
- 1969: Das bei seiner Errichtung 1964 höchste Bauwerk Europas, der 385 Meter hohe Fernsehturm Emley Moor, Großbritannien, stürzt während eines Wintersturms infolge starker Vereisung ein.
- 2008: Der Gammablitz GRB 080319B wird vom NASA-Satelliten Swift entdeckt. Der Gammablitz wird anschließend das am weitesten von unserem Planeten entfernte Himmelsobjekt, das jemals mit bloßem Auge zu sehen war.

### Kultur
- 1826: In Genua wird der Grundstein für das Teatro Carlo Felice gelegt.
- 1852: An der Opéra-Comique in Paris erfolgt die Uraufführung der Oper Le farfadet von Adolphe Adam.
- 1859: Die Uraufführung der Oper Faust von Charles Gounod findet am Théâtre-Lyrique in Paris statt. Das Werk mit dem Libretto von Jules Barbier und Michel Carré nach Goethes Faust I ist von Beginn an ein großer Erfolg.

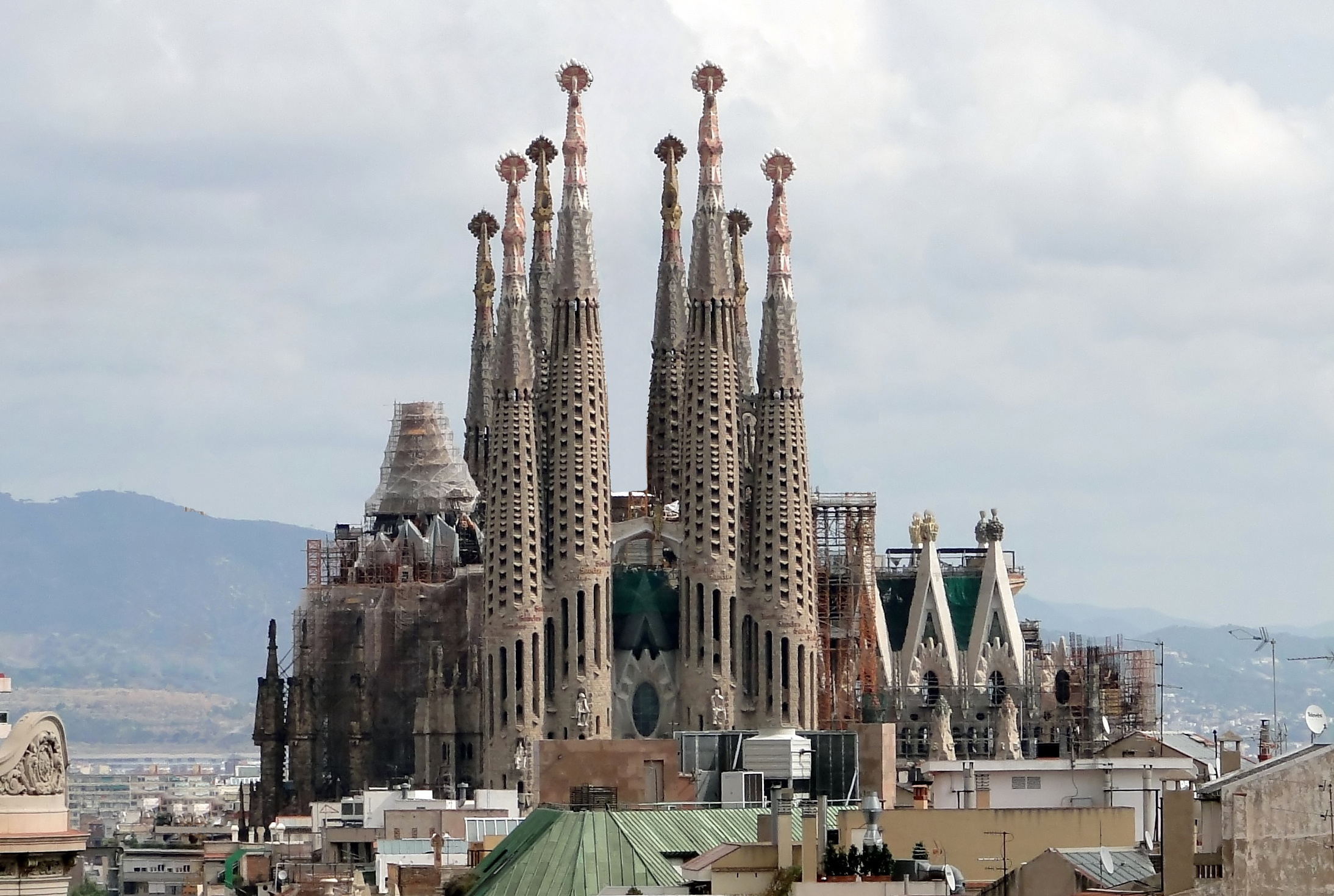
1882: Sagrada Família

- 1882: In Barcelona erfolgt die Grundsteinlegung der bis heute unvollendet gebliebenen Kathedrale Sagrada Família. Der anwesende junge Antoni Gaudí wird Jahre später die Pläne komplett umarbeiten.
- 1896: Antonín Dvořáks Cellokonzert op. 104 wird in London unter der Leitung des Komponisten uraufgeführt.
- 1924: Der aus dem österreichisch-ungarischen Galizien stammende Einwanderer Lazar Wechsler gründet gemeinsam mit dem Luftfahrtpionier Walter Mittelholzer in Zürich die Praesens-Film, die in den 1930er-Jahren zur einzigen bedeutenden Schweizer Filmproduktionsgesellschaft der nächsten rund 20 Jahre aufsteigt, die auch international Anerkennung und Auszeichnungen erntet.
- 1953: Die Oscar-Verleihung wird zum ersten Mal im Fernsehen in den Vereinigten Staaten und in Kanada übertragen. Bob Hope fungiert als Moderator auf der Bühne.
- 1955: In New York hat der Film Blackboard Jungle (Die Saat der Gewalt) Premiere, durch den der Song Rock Around the Clock von Bill Haley zum Welterfolg wird.
- 1988: Die Band Nirvana gibt erstmals ein Konzert unter diesem Namen.
- 1991: Die Oper The Death of Klinghoffer von John Adams über die Entführung des Kreuzfahrtschiffs Achille Lauro wird in Brüssel uraufgeführt.

### Gesellschaft

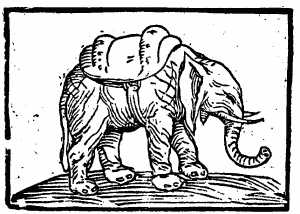
1514: Hanno

- 1514: Admiral Tristão da Cunha übergibt im Namen des portugiesischen Königs Manuel I. einen Indischen Elefanten an den neu gewählten Papst Leo X. Dieser gibt dem geschenkten Tier den Namen Hanno.
- 1996: Die Ehe zwischen Winnie und Nelson Mandela wird geschieden.

### Religion
- 1227: Ugolino dei Conti di Segni wird zum Papst gewählt und nennt sich Gregor IX.
- 1272: Der am 1. September des Vorjahres in seiner Abwesenheit zum Papst gewählte Gregor X. wird in Rom zum Priester geweiht.
- 1447: Nach seiner Wahl am 6. März wird Nikolaus V. als Papst inthronisiert.

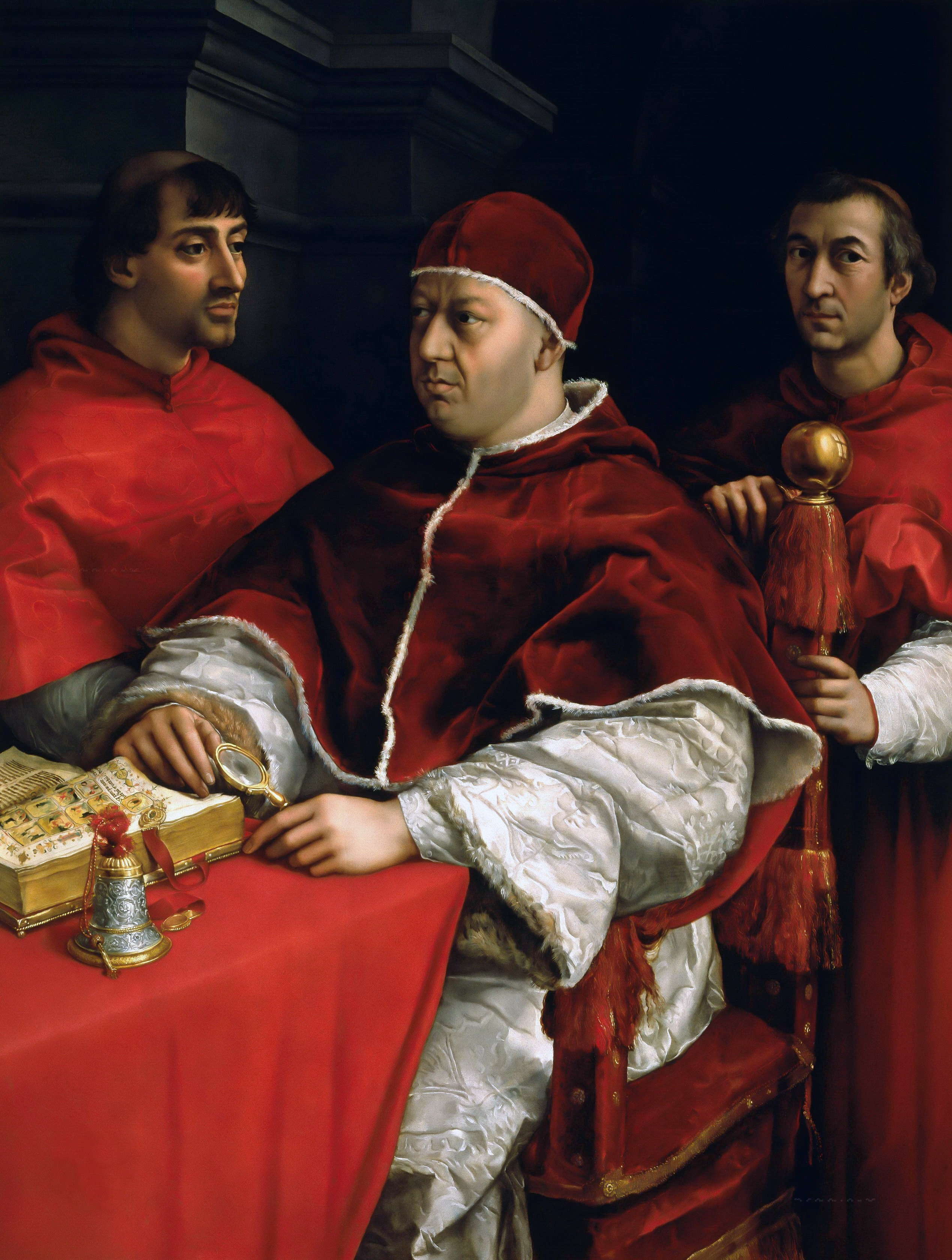
1513: Leo X. mit zwei Kardinälen

- 1513: Nachdem in den Tagen nach seiner Wahl am 11. März alle Hindernisse für seine Inthronisation aus dem Weg geräumt worden sind, wird Leo X. zum Papst gekrönt.
- 1729: Johannes Nepomuk, der böhmische Priester und Märtyrer, wird von Papst Benedikt XIII. heiliggesprochen. Statuen des Heiligen stehen oft auf oder neben Brücken.
- 1856: Bahāʾullāh, der persische Religionsstifter der Bahai-Religion, folgt der Bitte einiger Babi und kehrt nach zwei Jahren der Einsiedelei in den Bergen Kurdistans wieder nach Bagdad zurück.
- 1902: Anlässlich des 25. Jahrestags seines Pontifikats veröffentlicht Papst Leo XIII. das Apostolische Schreiben Annum ingressi sumus, in dem er ein Resümee über seine bisherige Amtszeit zieht und einen Ausblick in die Zukunft macht.
- 1957: Papst Pius XII. gestattet die Feier von Abendmessen, die Papst Pius V., im Jahr 1566 unter Androhung der Suspension verboten hatte. Das Gebot der eucharistischen Nüchternheit wird in diesem Zusammenhang gelockert.
- 2013: Papst Franziskus wird 6 Tage nach seiner Wahl feierlich in sein Amt eingeführt und erhält Fischerring und Pallium.

### Katastrophen

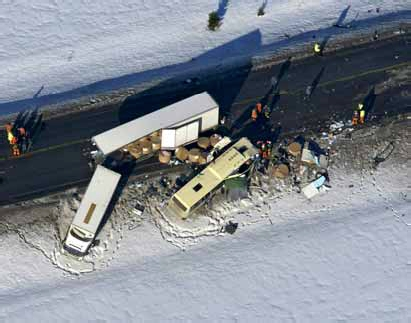
2004: Die Unglücksstelle bei Konginkangas

- 2004: Das Busunglück bei Konginkangas, bei dem ein mit Papierrollen schwer beladener Lastzug in einen voll besetzten Reisebus rutscht, ist mit 23 Todesopfern der schwerste Verkehrsunfall in der Geschichte Finnlands.

Kleinere Unglücksfälle sind in den Unterartikeln von Katastrophe und in der Liste von Katastrophen aufgeführt.

### Sport
- 1905: Am Muckenkogel bei Lilienfeld findet, von Mathias Zdarsky organisiert, der erste Torlauf der Skigeschichte statt.
- 1922: In Schweden findet auf dem Vasaloppsleden zwischen Sälen und Mora der erste moderne Wasalauf statt.
- 1933: In Dayton findet das erste größere „Soap Box Derby“ (Seifenkistenrennen) mit 362 gemeldeten kleinen Fahrern statt.

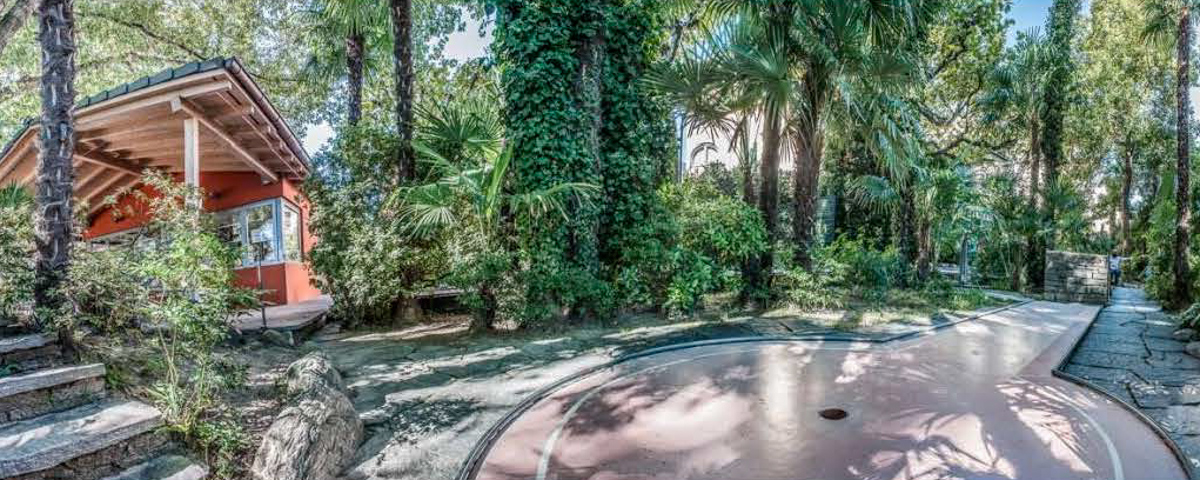
1954: Minigolf-Anlage in Ascona

- 1954: In Ascona wird die erste normierte Minigolf-Anlage (System Bongni) eröffnet.
- 1986: Bayer 05 Uerdingen gewinnt das Viertelfinalrückspiel im Europapokal der Pokalsieger 1985/86 gegen die SG Dynamo Dresden mit 7:3 und zieht damit in das Halbfinale ein. Auf Grund seiner Vorgeschichte und des Spielverlaufs wird der Ausgang der Partie auch als das „Wunder von der Grotenburg“ bezeichnet.
- 2006: Die IX. Winter-Paralympics in Turin, die am 10. März begonnen haben, enden mit der Schlussfeier.

Einträge von Leichtathletik-Weltrekorden befinden sich unter der jeweiligen Disziplin unter Leichtathletik.

## Geboren

### Vor dem 18. Jahrhundert
- 1358: Elisabeth von Luxemburg-Böhmen, Herzogin von Österreich
- 1409: Heinrich IV. von Absberg, Bischof von Regensburg
- 1488: Johannes Magnus, schwedischer Geistlicher und Erzbischof von Uppsala
- 1525: Caspar Cruciger der Jüngere, deutscher lutherischer Theologe
- 1534: José de Anchieta, spanischer Missionar, Jesuit und Sprachforscher
- 1542: Jan Zamoyski, polnischer Magnat, Staatsmann und Großhetman
- 1547: Joachim Zollikofer, Schweizer Bürgermeister
- 1591: Dirck Hals, niederländischer Maler
- 1594: Ägidius Hunnius der Jüngere, deutscher lutherischer Theologe
- 1598: Wilhelm Ulrich Romanus, deutscher Rechtswissenschaftler
- 1600: Tilemann Olearius, deutscher lutherischer Theologe und Philologe
- 1601: Alonso Cano, spanischer Maler, Bildhauer und Architekt
- 1603: Johann von Koppy, Militär im Dreißigjährigen Krieg
- 1615: Rasmus Vinding, dänischer Professor
- 1618: Thomas Hinckley, Gouverneur der englischen Plymouth Colony
- 1641: Abd al-Ghani an-Nabulusi, arabischer Sufi und Literat aus Damaskus
- 1647: Anna Elisabeth, Prinzessin von Anhalt-Bernburg und Herzogin von Württemberg-Bernstadt
- 1657: Jean Leclerc, Schweizer Theologe und Philologe
- 1661: Francesco Gasparini, italienischer Komponist
- 1663: Georg Friedrich Schröer, deutscher lutherischer Theologe
- 1684: Jean Astruc, französischer Arzt, Professor der Medizin, Naturforscher und Begründer der modernen Bibelkritik des Pentateuchs
- 1690: Johann Christoph Wiegleb, deutscher Orgelbauer
- 1698: Jean Calas, französischer Protestant, Opfer eines Justizmordes
- 1698: José de Carvajal y Lancaster, spanischer Staatsmann

### 18. Jahrhundert
- 1706: Johann Georg Achenbach, deutscher Politiker
- 1715: Heinrich Christoph Nebel, deutscher Literaturwissenschaftler, Rhetoriker und lutherischer Theologe
- 1716: Giuseppe Zocchi, italienischer Maler, Zeichner und Kupferstecher
- 1720: Carl Friedrich von Bassewitz, Präsident des Geheimen Rates von Mecklenburg-Schwerin
- 1721: Tobias Smollett, schottischer Schriftsteller
- 1721: Simon Gabriel Suckow, deutscher Hochschullehrer
- 1726: José Clavijo y Fajardo, spanischer Publizist und Schriftsteller
- 1728: Pieter Jozef Verhaghen, flämischer Maler
- 1731: Gabriela Silang, philippinische Revolutionärin
- 1734: Thomas McKean, US-amerikanischer Jurist, Politiker und Offizier, Unterzeichner der Amerikanischen Unabhängigkeitserklärung, Gouverneur von Delaware und Pennsylvania
- 1738: José Gabriel Condorcanqui, Führer des Indianeraufstands 1780/81 in Peru
- 1739: Charles-François Lebrun, französischer Konsul und Herzog von Piacenza
- 1742: Franziska von Corvin-Krasińska, polnisch-sächsische Adelige
- 1742: Christian Gottlob Thube, deutscher evangelischer Theologe, Mystiker und Prophet
- 1745: Johann Peter Frank, deutscher Mediziner
- 1745: Heinrich Christoph Nebel, deutscher Literaturwissenschaftler, Rhetoriker und lutherischer Theologe
- 1751: Maria Josepha, Prinzessin von Österreich, Ungarn, Böhmen und der Toskana
- 1762: Adam Gottlieb Lange, deutscher evangelischer Geistlicher
- 1767: Leonhard von Call, Südtiroler Komponist
- 1767: François Régis de La Bourdonnaye, französischer Staatsmann, Minister
- 1768: François Joseph Bosio, französischer Bildhauer
- 1774: Johann Baptist Heinrich, deutscher Kommunalpolitiker, Oberbürgermeister von Mainz
- 1774: Domenico Rossetti, Triestiner Rechtsanwalt, Politiker und Mäzen
- 1775: Ramsay Richard Reinagle, englischer Landschafts-, Porträt- und Tiermaler
- 1777: José María Bustamante, mexikanischer Komponist
- 1778: Edward Michael Pakenham, britischer Generalmajor
- 1780: Miloš Obrenović, Fürst von Serbien
- 1780: Franz Theremin, deutscher evangelischer Theologe
- 1785: Pierre Zimmermann, französischer Klavierpädagoge und Komponist
- 1786: José de la Torre Ugarte, peruanischer Jurist und Lyriker
- 1789: Eberhard von Groote, deutscher Germanist, Schriftsteller und Politiker
- 1797: John Braithwaite, britischer Ingenieur und Erfinder des ersten dampfbetriebenen Feuerwehrfahrzeuges
- 1797: Wilhelm von Radziwill, preußischer General

### 19. Jahrhundert

#### 1801–1850
- 1801: Heinrich Joseph Wetzer, deutscher Orientalist
- 1803: Joseph-Frédéric-Benoît Charrière, französischer Instrumenten- und Apparatebauer
- 1805: Pětr Młónk, sorbischer Volksdichter
- 1806: Josephine Zehnder-Stadlin, Schweizer Pädagogin
- 1807: Wilhelm von Braumüller, deutscher Buchhändler und Verleger
- 1808: Johann Andreas Schubert, deutscher Bauingenieur
- 1808: José María Urbina, Präsident von Ecuador

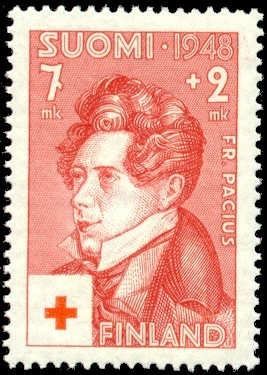
Fredrik Pacius (* 1809)

- 1809: Zenas Leonard, US-amerikanischer Mountain Man und Pionier
- 1809: Fredrik Pacius, deutsch-finnischer Komponist
- 1809: Moritz Ludwig Seyffert, deutscher Philologe und Pädagoge
- 1811: Georg von Borries senior, deutscher Rittergutsbesitzer, Regierungsbeamter und Abgeordneter
- 1811: Josef Kling, deutscher Problemschachkomponist
- 1813: David Livingstone, britischer Missionar und Forschungsreisender
- 1816: Joseph Amberger, deutscher Theologe und Geistlicher
- 1816: Johannes Verhulst, niederländischer Dirigent und Komponist
- 1819: Theodor Harms, deutscher Theologe
- 1821: Richard Francis Burton, britischer Konsul und Forscher, Übersetzer und Orientalist
- 1824: Alexander Karl, österreichischer Benediktiner und Politiker
- 1825: Josef Čapek, tschechischer Komponist
- 1826ː Julie Hausmann, deutsch-baltische geistliche Dichterin
- 1826: José María Medina, Präsident von Honduras
- 1829: Paul-Henri Besson, Schweizer evangelischer Geistlicher und Dichter
- 1831: Franz Senn, österreichischer Geistlicher und Bergsteiger, Mitbegründer des Deutschen Alpenvereins
- 1834: Francesco Acri, italienischer Philosoph und Philosophiehistoriker
- 1834: Oswald Berkhan, deutscher Mediziner
- 1837: Eugen von Lommel, deutscher Physiker
- 1838: Anton Anno, deutscher Schauspieler, Regisseur, Theaterdirektor und Dramatiker
- 1841: Georg von Hauberrisser, deutsch-österreichischer Architekt
- 1844: Auguste Auspitz-Kolár, tschechisch-österreichische Pianistin und Komponistin

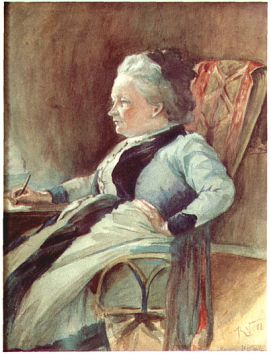
Minna Canth (* 1844)

- 1844: Minna Canth, finnische Schriftstellerin und Frauenrechtlerin
- 1844: Wilhelm Manchot, deutscher Architekt
- 1845: Ludwig von Aretin, deutscher Politiker
- 1846: Albert Mauritz Atterberg, schwedischer Chemiker und Bodenmechaniker
- 1848: Wyatt Earp, US-amerikanischer Westernheld
- 1849: Alfred von Tirpitz, deutscher Großadmiral

#### 1851–1900
- 1851: Friedrich Franz III., Großherzog von Mecklenburg-Schwerin
- 1851: Roque Sáenz Peña, argentinischer Anwalt und Politiker
- 1852: Heinrich Moritz Graf von Attems-Heiligenkreuz, österreichischer General der Kavallerie und k. u. k. Geheimer Rat
- 1857: Francis „Frank“ Sylvester Monnett, US-amerikanischer Jurist und Politiker
- 1858: Kang Youwei, chinesischer Reformer, Pädagoge und Philosoph
- 1858: Virgile Rossel, Schweizer Nationalratspräsident
- 1860: William Jennings Bryan, US-amerikanischer Außenminister
- 1864: Charles M. Russell, US-amerikanischer Maler, Illustrator und Schriftsteller
- 1865: William Morton Wheeler, US-amerikanischer Ethologe und Ameisenforscher
- 1867: Philipp Fauth, deutscher Volksschullehrer und Astronom
- 1868: Senda Berenson Abbott, US-amerikanische Sportlehrerin und Pionierin des Frauenbasketballs
- 1868: Luigi Stefano Giarda, italienischer Komponist, Cellist und Musikpädagoge

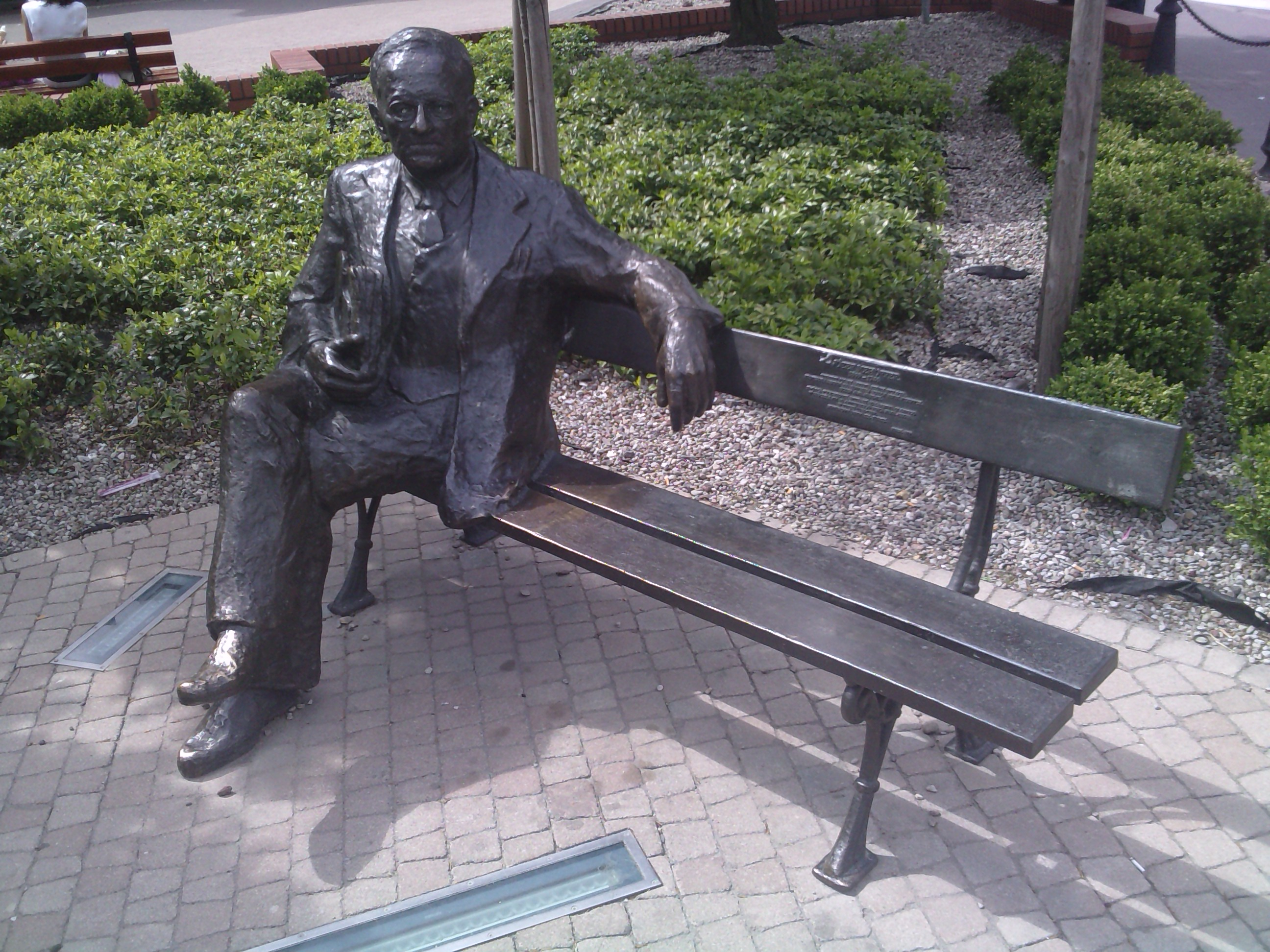
Józef Mehoffer (* 1869)

- 1869: Józef Mehoffer, polnischer Maler und Graphiker
- 1871: Wilhelm August Johannes Aisch, deutscher Bienenzüchter, Fachschriftsteller und Schriftleiter
- 1871: Maria von Vetsera, österreichische Adlige
- 1872: Josep Berga i Boada, katalanischer Maler, Zeichner, Illustrator und Schriftsteller
- 1872: Siegmund Hellmann, deutscher Historiker
- 1873: Betty Nansen, dänische Schauspielerin, Theaterleiterin und Regisseurin
- 1873: Max Reger, deutscher Komponist und Organist
- 1875: Karl Kutzbach, deutscher Maschinenbauingenieur und Wissenschaftler
- 1875: Gustav Wyneken, deutscher Reformpädagoge
- 1875: Zhang Zuolin, chinesischer Warlord
- 1876: Felix Jacoby, deutscher Altertumskundler und Philologe
- 1876ː Josie Petru, slawonische Opernsängerin
- 1877: Joseph-Arthur Bernier, kanadischer Komponist, Organist, Pianist und Musikpädagoge
- 1877: Franz Fischer, deutscher Chemiker
- 1878: Walther Paucker, deutsch-baltischer Pfarrer, evangelischer Märtyrer
- 1879: Joseph Haas, deutscher Komponist und Musikpädagoge
- 1880: Oscar Behrens, deutscher Verwaltungsjurist und Bürgermeister
- 1881: Emmy Gotzmann, deutsche Malerin des Nachimpressionismus
- 1882: Vladimir Dyck, ukrainischer Komponist und Musikpädagoge
- 1883: Josef Matthias Hauer, österreichischer Komponist und Musiktheoretiker
- 1883: Walter Norman Haworth, britischer Chemiker, Nobelpreisträger
- 1883: Oreste Mazzia, italienischer Fußballspieler und Mediziner
- 1883: Joseph Stilwell, US-amerikanischer General
- 1883: Gladys Willan, kanadische Musikpädagogin und Pianistin
- 1884: Josef Aigner, österreichischer Landesbeamter und Politiker
- 1884ː Käthe Brandt, deutsche Theaterschauspielerin
- 1884: Alwin Boldt, deutscher Radrennfahrer
- 1887: Josef Böhm, deutscher Politiker
- 1888: Josef Albers, deutscher Maler, Kunsttheoretiker und -pädagoge
- 1888: Léon Scieur, belgischer Radrennfahrer
- 1888: Gottlob Wieser, Schweizer evangelischer Geistlicher
- 1889: Grigori Jakowlewitsch Löwenfisch, sowjetischer Schachspieler
- 1891: Georg von Albrecht, russisch-deutscher Pianist, Komponist und Hochschullehrer
- 1891: Josef Blatný, tschechischer Komponist und Organist
- 1891: Earl Warren, US-amerikanischer Politiker, Gouverneur von Kalifornien und Oberster Richter der USA
- 1892: Franz Baumann, österreichischer Architekt
- 1892: Siegfried Thomas Bok, niederländischer Neurologe
- 1893: José María Velasco Ibarra, ecuadorianischer Staatspräsident
- 1893: Wilhelm Meinerzhagen, deutscher Arzt und Politiker
- 1895: Ion Barbu, rumänischer Schriftsteller und Mathematiker
- 1895: Ernst August Farke, deutscher Politiker, MdB
- 1895: Maksym Rylskyj, ukrainischer Dichter, Übersetzer und Schriftsteller
- 1897: Joë Bousquet, französischer Schriftsteller
- 1897: Betty Compson, US-amerikanische Schauspielerin
- 1897: Joseph Darnand, französischer Politiker
- 1897: Karl Springenschmid, österreichischer Schriftsteller
- 1897: Heinz Steguweit, deutscher Schriftsteller
- 1899: Jan Hendrik de Boer, niederländischer Physiker und Chemiker
- 1899: Reinhard von Koenig-Fachsenfeld, deutscher Ingenieur, Erfinder und Rennfahrer
- 1899: Aksel Sandemose, dänisch-norwegischer Schriftsteller
- 1900: Joseph John Annabring, ungarischer Bischof
- 1900: Frédéric Joliot-Curie, französischer Physiker

### 20. Jahrhundert

#### 1901–1925
- 1901: Gerrit Jan van Heuven Goedhart, niederländischer Journalist, erster UN-Hochkommissar für Flüchtlinge
- 1901: Henrik Nádler, ungarischer Fußballspieler und KZ-Häftling
- 1901: Josef Wirmer, deutscher Jurist und Widerstandskämpfer
- 1904: Tadeusz Kassern, polnischer Komponist
- 1904: John Sirica, US-amerikanischer Jurist, leitender Richter bei den Gerichtsverhandlungen in der Watergate-Affäre
- 1905: Beppe Assenza, italienischer Maler
- 1905: Albert Speer, deutscher Architekt, Reichsminister, MdR, Kriegsverbrecher
- 1906: Adolf Eichmann, deutscher SS-Angehöriger, Organisator der Verfolgung, Vertreibung und Deportation von Juden, Kriegsverbrecher
- 1906: Normand Lockwood, US-amerikanischer Komponist und Musikpädagoge
- 1906: Villem Reimann, estnischer Komponist

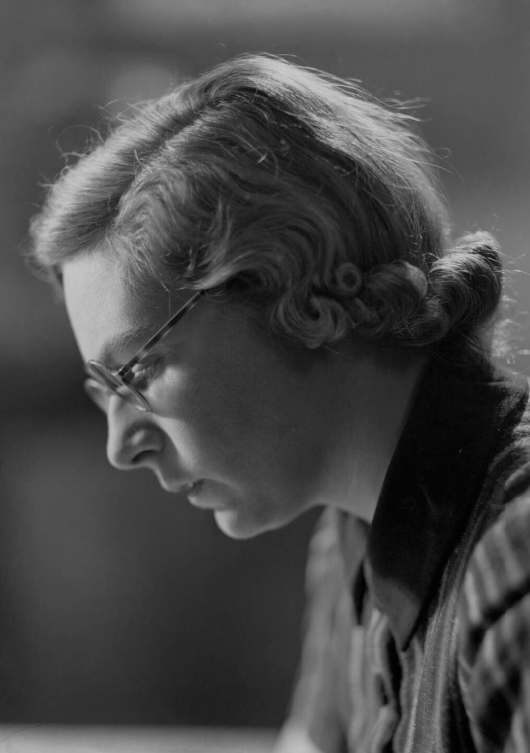
Elizabeth Maconchy (* 1907)

- 1907: Elizabeth Maconchy, britische Komponistin irischer Abstammung
- 1907: Hans Mayer, deutscher Literaturwissenschaftler, Schriftsteller und Musikwissenschaftler
- 1907: Marc Vaubourgoin, französischer Komponist
- 1907: Hans Wimmer, deutscher Bildhauer
- 1908: Marc Augier, französischer Schriftsteller, Abenteurer und Alpinist
- 1908: Otto Henze, deutscher Forstmann und Ornithologe
- 1909: Attilio Demaría, argentinisch-italienischer Fußballspieler und -trainer, Weltmeister
- 1909: Rudolf Hiden, österreichischer und französischer Fußballspieler und -trainer
- 1909: Otto John, deutscher Jurist und Widerstandskämpfer, Präsident des Bundesamts für Verfassungsschutz
- 1909: Kurt Lipstein, deutsch-britischer Rechtswissenschaftler und Professor
- 1910: Denys Gaith, syrischer Geistlicher, Erzbischof von Homs
- 1912: Adolf Adam, deutscher Prälat, Pastoraltheologe und Liturgiewissenschaftler
- 1912: Adolf Galland, deutscher Luftwaffenoffizier und Jagdflieger
- 1912: Sophie Bothilde Jensen, deutsch-dänische Malerin
- 1912: Donald Johan Kuenen, niederländischer Biologe
- 1913: Günter Neumann, deutscher Komponist, Autor und Kabarettist
- 1913: Alexander Iwanowitsch Pokryschkin, sowjetischer Pilot
- 1913: José Villanueva, philippinischer Boxer, Olympiamedaillengewinner
- 1914: Jay Berwanger, US-amerikanischer American-Football-Spieler und -Trainer
- 1915: Antonio Kardinal Agliardi, italienischer Geistlicher und vatikanischer Diplomat, Kurienkardinal
- 1915ː Maria Austria, Niederländische Fotografin
- 1915ː Ingeborg Jacobson, deutsche evangelische Kauffrau, Helferin im Büro Grüber, Opfer der Shoa
- 1916: Harry Schmidt, südafrikanischer Moderner Fünfkämpfer
- 1917: Dinu Lipatti, rumänischer Pianist und Komponist
- 1917: László Szabó, ungarischer Schachspieler
- 1918: Fukunaga Takehiko, japanischer Schriftsteller und Übersetzer
- 1919: Peter Abrahams, südafrikanischer Schriftsteller
- 1919: Pierre Lelong, französischer Automobilrennfahrer
- 1919: José Alí Lebrún Moratinos, venezolanischer Geistlicher, Erzbischof von Caracas, Kardinal
- 1919: Josef Stingl, deutscher Politiker, MdB, Präsident der Bundesanstalt für Arbeit
- 1919: Lennie Tristano, US-amerikanischer Jazzmusiker
- 1920: Tige Andrews, US-amerikanischer Schauspieler
- 1920: Karl Biehlig, deutscher Hornpädagoge und -professor
- 1920: Paul Hagen, dänischer Schauspieler
- 1920: Albert Stief, deutscher Politiker, Erster Sekretär der SED-Bezirksleitung Cottbus, Abgeordneter der Volkskammer, Minister und Vorsitzender des Komitees der Arbeiter-und-Bauern-Inspektion der DDR
- 1920: Curly Russell, US-amerikanischer Jazz-Bassist
- 1920: Albert Walter, deutscher Politiker, MdHB, MdB
- 1921: Émile Bongiorni, französischer Fußballspieler
- 1921: Joseph-Marie Trinh Van-Can, vietnamesischer Geistlicher, Erzbischof von Hanoi, Kardinal
- 1922: Eduard Amstad, Schweizer Jurist und Politiker, Ständerat, Bundesrichter am Eidgenössischen Versicherungsgericht
- 1922: Ernst Bokon, österreichischer Fußballspieler
- 1922: Annelies Kammenhuber, deutsche Hethitologin
- 1923: Bobby Brown, schottischer Fußballspieler und -trainer

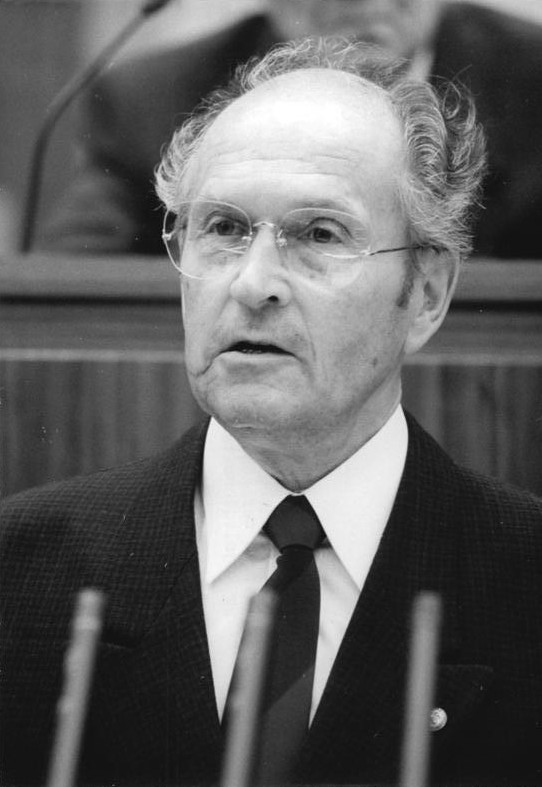
Oskar Fischer (* 1923)

- 1923: Oskar Fischer, deutscher Politiker, MdL, Außenminister der DDR, abgeordneter der Volkskammer
- 1923: Dietrich Katzenstein, deutscher Jurist, Richter des Bundesverfassungsgerichts
- 1923: Giuseppe Rotunno, italienischer Kameramann
- 1924: Franz Heubl, deutscher Jurist und Politiker, MdL, Landtagspräsident
- 1924: Karl Schüßler, deutscher Skilangläufer
- 1925: Soja Alexandrowna Abramowa, sowjetisch-russische Prähistorikerin

#### 1926–1950
- 1926: Marie-Thérèse Escribano, österreichische Sängerin und Kabarettistin
- 1927: Richie Ashburn, US-amerikanischer Baseballspieler
- 1927: Volkmar Gross, deutscher Künstler
- 1927: Eduardo Manet, kubanischer Schriftsteller
- 1927: Allen Newell, US-amerikanischer Informatiker und Kognitionspsychologe, gilt als einer der Väter der künstlichen Intelligenz
- 1927: Robert Scheyhing, deutscher Rechtswissenschaftler und Hochschullehrer
- 1928: Arthur Cook, US-amerikanischer Sportschütze
- 1928: Emil Handschin, Schweizer Eishockeyspieler
- 1928: Hans Küng, Schweizer Theologe
- 1928: Patrick McGoohan, US-amerikanischer Schauspieler, Drehbuchautor und Regisseur
- 1928ː Jan Shepard, US-amerikanische Schauspielerin
- 1928: Hans Georg Zambona, deutscher Komponist, Pianist und Schriftsteller
- 1929: Richard Chatham Atkinson, US-amerikanischer Psychologe
- 1929: Alexander von Elverfeldt, deutscher Land- und Forstwirt, Verbandsfunktionär und Autor
- 1929: Johannes Poigenfürst, österreichischer Unfallchirurg
- 1929: Gerhard Sandner, deutscher Geograph und Hochschullehrer

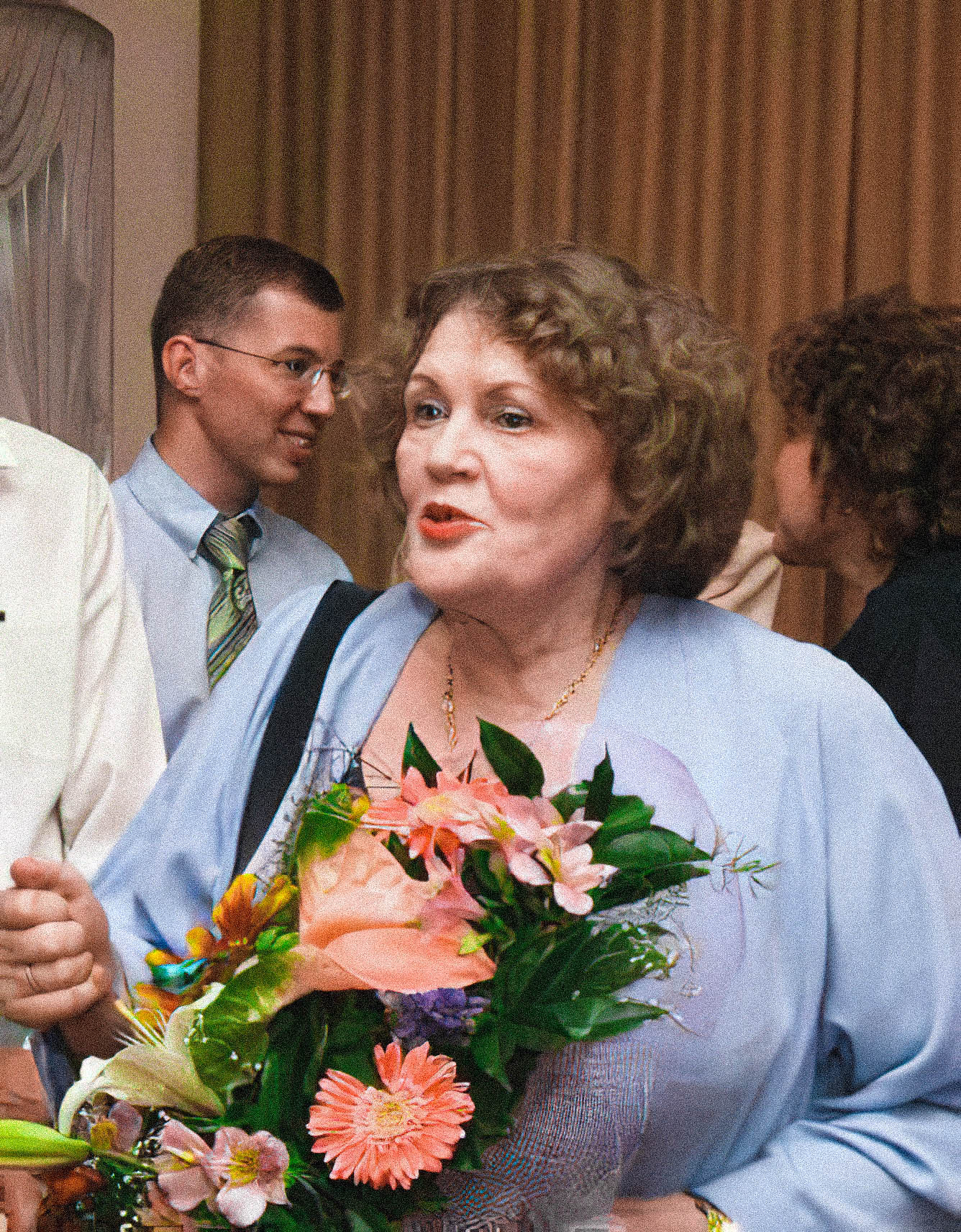
Lina Kostenko(* 1930)

- 1930: Lina Kostenko, ukrainische Dichterin

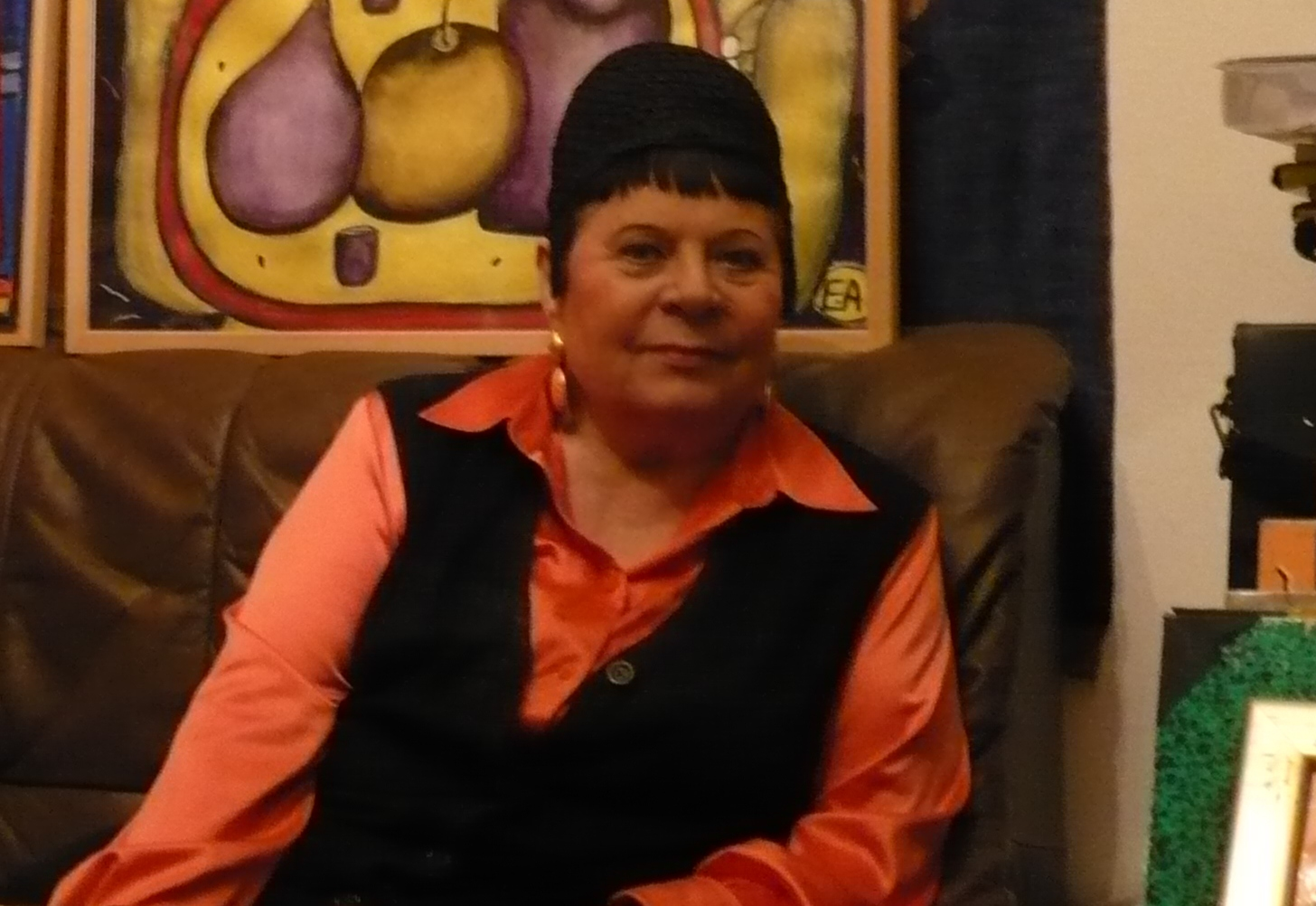
Emma Andijewska(* 1931)

- 1931: Emma Andijewska, ukrainische Dichterin, Schriftstellerin und Malerin
- 1931: Alfred Hirschmeier, deutscher Filmarchitekt
- 1932: Władysław Bobowski, polnischer Geistlicher, Weihbischof in Tarnów
- 1932: Nelly Söregi-Wunderlich, ungarische Geigerin und Professorin
- 1933: William Kimberly, US-amerikanischer Automobilrennfahrer
- 1933: Philip Roth, US-amerikanischer Schriftsteller
- 1933: Renée Taylor, US-amerikanische Schauspielerin
- 1934: Roland Hoff, vermutlich das dritte Todesopfer an der Berliner Mauer
- 1934: Walter Rempe, deutscher Politiker, MdB

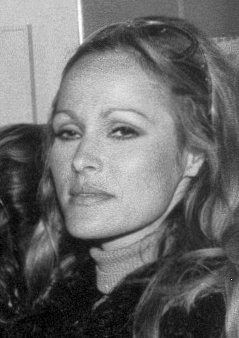
Ursula Andress (* 1936)

- 1936: Ursula Andress, Schweizer Schauspielerin
- 1936: Eduard Gufeld, sowjetisch-ukrainischer Schachspieler, Großmeister
- 1936: Ben Lexcen, australischer Yachtkonstrukteur und Designer
- 1936: Heinrich Neisser, österreichischer Jurist und Politiker, Abgeordneter zum Nationalrat, Bundesminister
- 1937: Julia Axen, deutsche Schlager- und Chansonsängerin

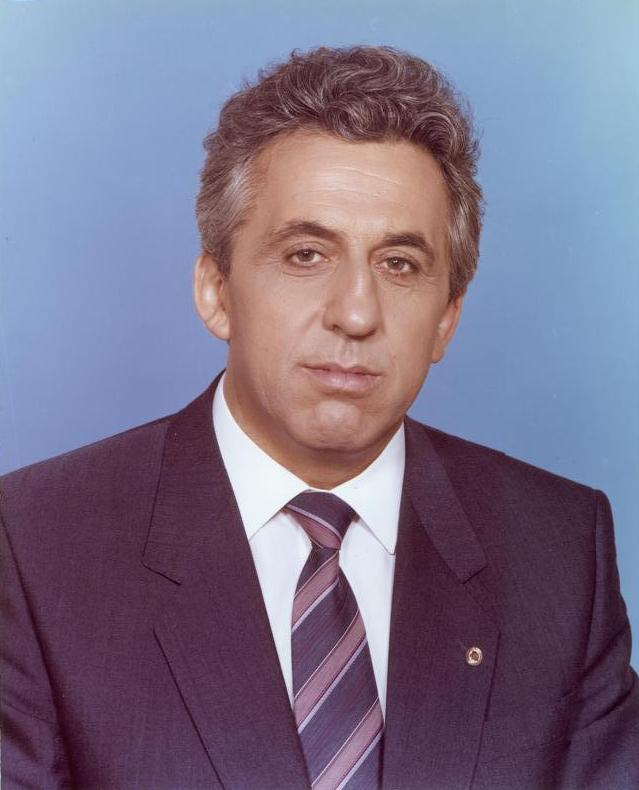
Egon Krenz (* 1937)

- 1937: Egon Krenz, deutscher Politiker, SED-Generalsekretär, Staatsratsvorsitzender der DDR
- 1937: Mike Longo, US-amerikanischer Jazzmusiker
- 1937: Carlo Mazzone, italienischer Fußballspieler und -trainer
- 1937: Ahmed Oudjani, algerisch-französischer Fußballspieler
- 1938: Maria Cavaco Silva, portugiesische Literaturwissenschaftlerin
- 1938: Robert McKnight, kanadischer Eishockeyspieler
- 1938: Lothar Zinn, deutscher Schachmeister, Internationaler Meister
- 1939: Peter Marzinkowski, deutscher Spiritanerpater und Bischof in der Zentralafrikanischen Republik
- 1939: Lynne Sharon Schwartz, US-amerikanische Schriftstellerin
- 1940: Vic Eugster, Schweizer Sänger und Tonmeister
- 1940: Karl Lennartz, deutscher Sporthistoriker
- 1940: Pete Smith, US-amerikanischer Baseballspieler
- 1941ː Florence Delay, französische Schriftsteller, Schauspielerin und Hochschullehrerin
- 1941: Bruno Leonardo Gelber, argentinischer Pianist
- 1941: Ole Nydahl, dänischer Buddhist
- 1941: Tommi Piper, deutscher Schauspieler und Synchronsprecher
- 1942: Giuseppe Brizi, italienischer Fußballspieler und -trainer
- 1942: Christel Buschmann, deutsche Drehbuchautorin
- 1942: Claus Möller, deutscher Politiker, Landesminister
- 1943: Mario José Molina, mexikanischer Chemiker
- 1943: Mario Monti, italienischer Wirtschaftswissenschaftler und Politiker, EU-Kommissar, Ministerpräsident
- 1943: Vern Schuppan, australischer Automobilrennfahrer und Rennwagenkonstrukteur
- 1944: Joseph Celli, US-amerikanischer Komponist und Oboist
- 1944: Tom Constanten, US-amerikanischer Musiker (Grateful Dead)
- 1944: Uwe Holtz, deutscher Politologe
- 1945: Mark O’Connor, australischer Lyriker
- 1945: Randy Steven Kraft, US-amerikanischer Serienmörder
- 1946: Elliot Archilla, puerto-ricanischer Biathlet
- 1946: Benno Budar, sorbischer Schriftsteller, Übersetzer und Redakteur
- 1946: Jan Pavel, tschechischer Komponist, Dirigent und Musikpädagoge
- 1946: Joachim Sartorius, deutscher Jurist, Theaterintendant und Übersetzer
- 1947: Jeff Andrus, US-amerikanischer Drehbuchautor und Schriftsteller
- 1947: Joseph-Theodor Blank, deutscher Politiker, MdB
- 1947: Glenn Close, US-amerikanische Schauspielerin
- 1947: Dermot Crowley, irischer Schauspieler
- 1947: Ernst Gerlach, deutscher Handballspieler
- 1947: Daniel D. Harris, US-amerikanischer Gitarrist und Schauspieler
- 1947: Max E. Keller, Schweizer Komponist und Musiker
- 1947: José Lacay, dominikanischer Sänger
- 1947: Erika Zuchold, deutsche Turnerin, Weltmeisterin
- 1950: Kirsten Boie, deutsche Schriftstellerin
- 1950: Manfred Hammes, deutscher Schriftsteller
- 1950: Sergei Timofejew, sowjetischer Ringer
- 1950: Kurt Weigel, deutscher Priester, Exerzitienbegleiter und Buchautor

#### 1951–1975
- 1951: Carl Barzilauskas, US-amerikanischer American-Football-Spieler
- 1951: Christine Laser, deutsche Leichtathletin, Olympiamedaillengewinnerin
- 1952: Joseph Borġ, maltesischer Politiker, EU-Kommissar
- 1952: Jörg Pfeifer, deutscher Leichtathlet, Olympiamedaillengewinner
- 1952: Joseph J. Urusemal, Präsident der Föderierten Staaten von Mikronesien
- 1952: Wolfgang Ambros, österreichischer Liedermacher des Austropop
- 1952: Harvey Weinstein, US-amerikanischer Filmproduzent
- 1953: Hans Rinn, deutscher Rennrodler
- 1953: Billy Sheehan, US-amerikanischer Bassist
- 1954: Jill Abramson, US-amerikanische Journalistin, Chefredakteurin der New York Times
- 1955ː Joanne Chory, US-amerikanische Pflanzenbiologin
- 1955: Volker Tannert, deutscher Maler, Bildhauer und Zeichner, Vertreter der Neuen Wilden
- 1955: Muhedin Targaj, albanischer Fußballspieler

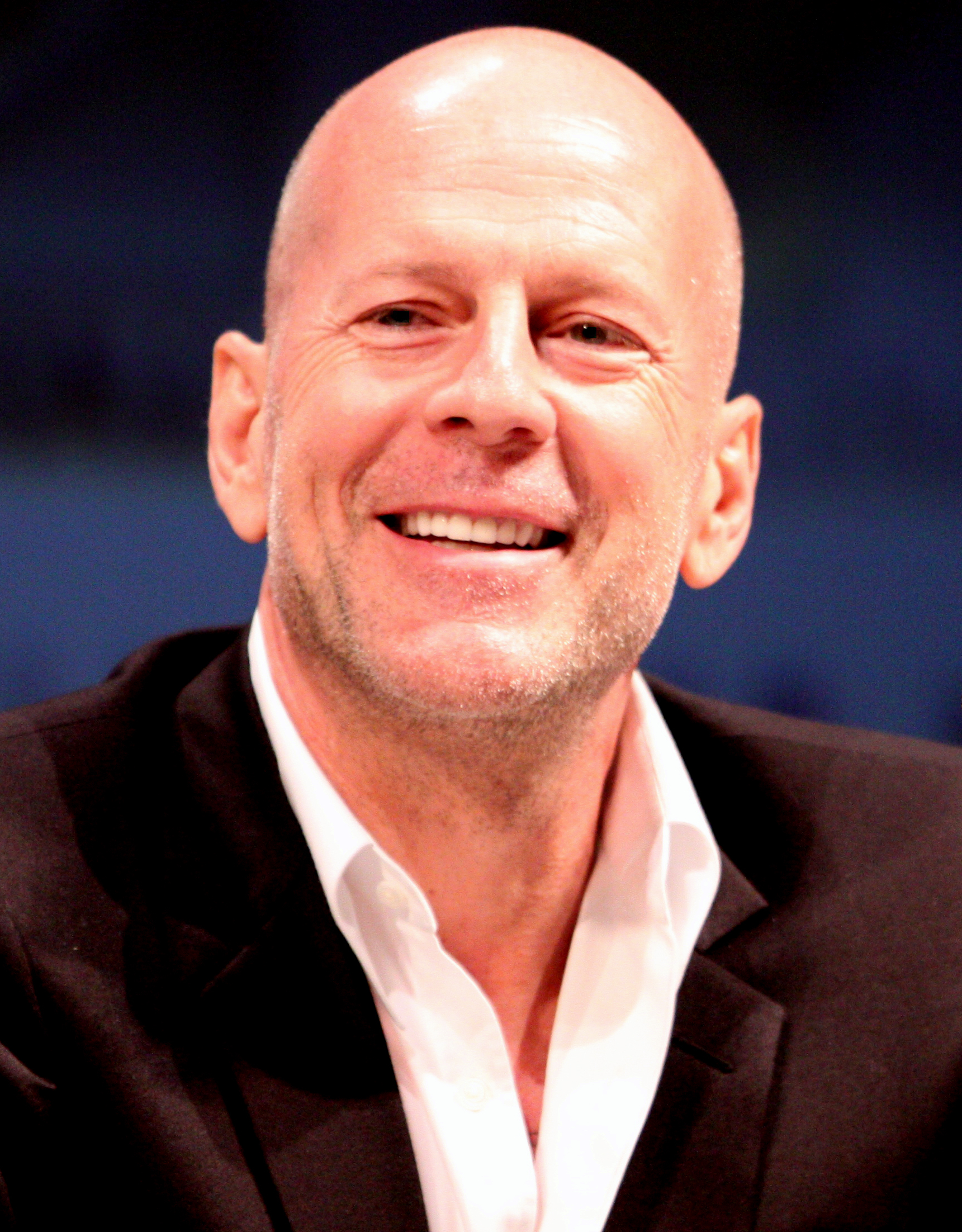
Bruce Willis (* 1955)

- 1955: Bruce Willis, US-amerikanischer Schauspieler
- 1956: Chris O’Neil, australische Tennisspielerin
- 1957: Anita Fetz, Schweizer Politikerin
- 1957: Øystein Sevåg, norwegischer New-Age-Musiker
- 1958: Jean-Jacques Aubert, schweizerischer Althistoriker
- 1958: Anne Marie Giørtz, norwegische Jazzsängerin
- 1958: Theo Koll, deutscher Journalist
- 1958: Michael Radanovics, österreichischer Komponist, Arrangeur und Violinist
- 1958: Andy Reid, US-amerikanischer American-Football-Trainer
- 1959: Terry Hall, britischer Pop-Sänger
- 1959: Gunar Schimrock, deutscher Handballtorwart
- 1960: Eliane Elias, brasilianische Jazzmusikerin
- 1960: Andreas Kirschning, deutscher Chemiker und Professor für Organische Chemie
- 1960: Patrik Lörtscher, Schweizer Curler
- 1960: Peter Schlagenhauf, Schweizer Eishockeyspieler
- 1961: Angela Ellard, US-amerikanische Juristin und stellvertretende Generaldirektorin der Welthandelsorganisation
- 1961: Rune Bratseth, norwegischer Fußballspieler
- 1961: Thomas Giessing, deutscher Leichtathlet
- 1961: Jim Matthews, US-amerikanischer Automobilrennfahrer
- 1961: Sunleif Rasmussen, färöischer Komponist
- 1961: Dana Reeve, US-amerikanische Schauspielerin
- 1962: Adrian Bosshard, Schweizer Motorradrennfahrer und Unternehmer
- 1963: Roger Lewentz, deutscher Politiker
- 1964; Jeanne Gang, US-amerikanische Architektin

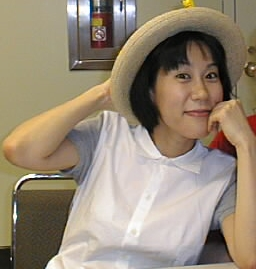
Yōko Kanno (* 1964)

- 1964: Yōko Kanno, japanische Komponistin
- 1964: Christiane Lange, deutsche Kunsthistorikerin
- 1964: Nicola Larini, italienischer Automobilrennfahrer
- 1964: David Poeppel, deutscher Psychologe, Neurowissenschaftler und Hochschullehrer
- 1964: Philippe Prette, italienischer Unternehmer und Automobilrennfahrer
- 1964: Jake Weber, englischer Schauspieler
- 1965: Reiner Anselm, deutscher Theologe
- 1966: Olaf Marschall, deutscher Fußballspieler
- 1966: Qin Gang, chinesischer Außenminister
- 1967: Wladimir Konstantinow, russischer Eishockeyspieler
- 1968: Mike Büskens, ehemaliger deutscher Fußballspieler und heutiger -trainer
- 1969: Gary Jules, US-amerikanischer Sänger
- 1969: Tuulikki Laesson, estnische Schachspielerin
- 1969: Ingo Römling, deutscher Illustrator, Comiczeichner und Musiker
- 1969: Connor Trinneer, US-amerikanischer Schauspieler
- 1970: Michael Krumm, deutscher Automobilrennfahrer
- 1970: Alex Melcher, deutscher Musicalsänger
- 1970: Rick Mirer, US-amerikanischer American-Football-Spieler
- 1971: Nadja Auermann, deutsches Fotomodell und Schauspielerin
- 1971: Barbara Morgenstern, deutsche Sängerin und Musikerin
- 1972: Julie Lunde Hansen, norwegische Skirennläuferin
- 1972: Alexander Spreng, deutscher Sänger (ASP)
- 1972: Cédric Tourbe, französischer Dokumentarfilmer
- 1972: Daniel Vogt, liechtensteinischer Skirennläufer
- 1973: Simmone Jade Mackinnon, australische Schauspielerin
- 1973: Sergei Makarow, russischer Leichtathlet
- 1973: Edith Rozsa, kanadische Skirennfahrerin
- 1973: Silvan Zingg, Schweizer Boogie-Pianist
- 1974: Hanka Kupfernagel, deutsche Radsportlerin
- 1975: Lucie Laurier, kanadische Schauspielerin

#### 1976–2000

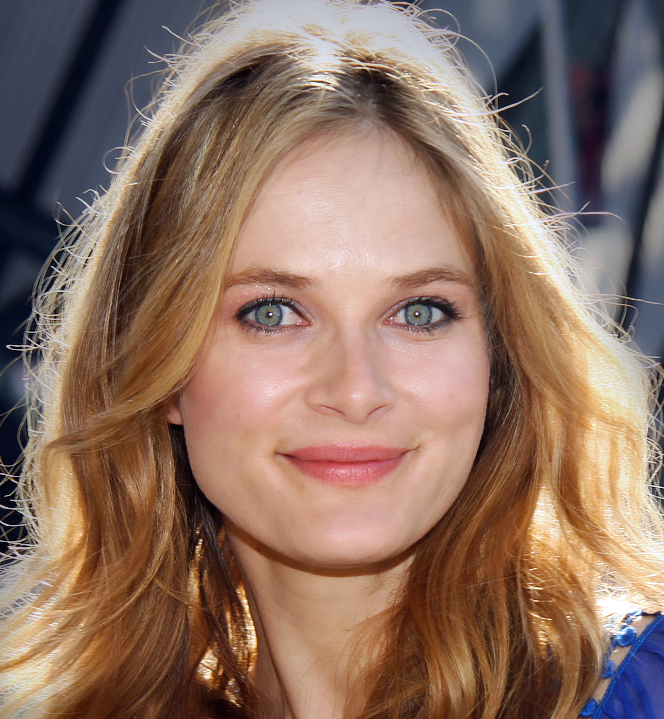
Rachel Blanchard (* 1976)

- 1976: Rachel Blanchard, kanadische Schauspielerin
- 1976: Alessandro Nesta, italienischer Fußballspieler
- 1976: Ivica Šmid, kroatischer Fußballspieler
- 1977: Ralph Gassmann, Schweizer Schauspieler
- 1977: Michael Hegemann, deutscher Handballspieler
- 1977: Robert Lindstedt, schwedischer Tennisspieler
- 1977: Tina Nordlund, schwedische Fußballspielerin
- 1978: Fisz, polnischer Rapper
- 1978: Lenka, australische Sängerin
- 1979: Ion Belaustegui, spanischer Handballspieler
- 1979: Franco Brienza, italienischer Fußballspieler
- 1979: Bruno Bruni junior, belgisch-italienischer Schauspieler
- 1979: Bun B, US-amerikanischer Rapper
- 1979: Catalina Navarro Kirner, deutsche Schauspielerin
- 1979: Ivan Ljubičić, kroatischer Tennisspieler
- 1979: Christos Patsatzoglou, griechischer Fußballspieler
- 1979: Hedo Türkoğlu, türkischer Basketballspieler
- 1979: Petr Voříšek, tschechischer Fußballspieler
- 1980: Harald Ambros, österreichischer Vielseitigkeitsreiter
- 1980: Michel Renggli, Schweizer Fußballspieler
- 1981: Daniel Brack, deutscher Handballspieler
- 1981: Christian Knappmann, deutscher Fußballspieler
- 1981: Bastian Steger, deutscher Tischtennisspieler
- 1981: Kolo Touré, ivorischer Fußballspieler
- 1982: Brad Jones, australischer Fußballspieler
- 1982: Murat Kurnaz, ehemaliger Strafgefangener in Guantanamo

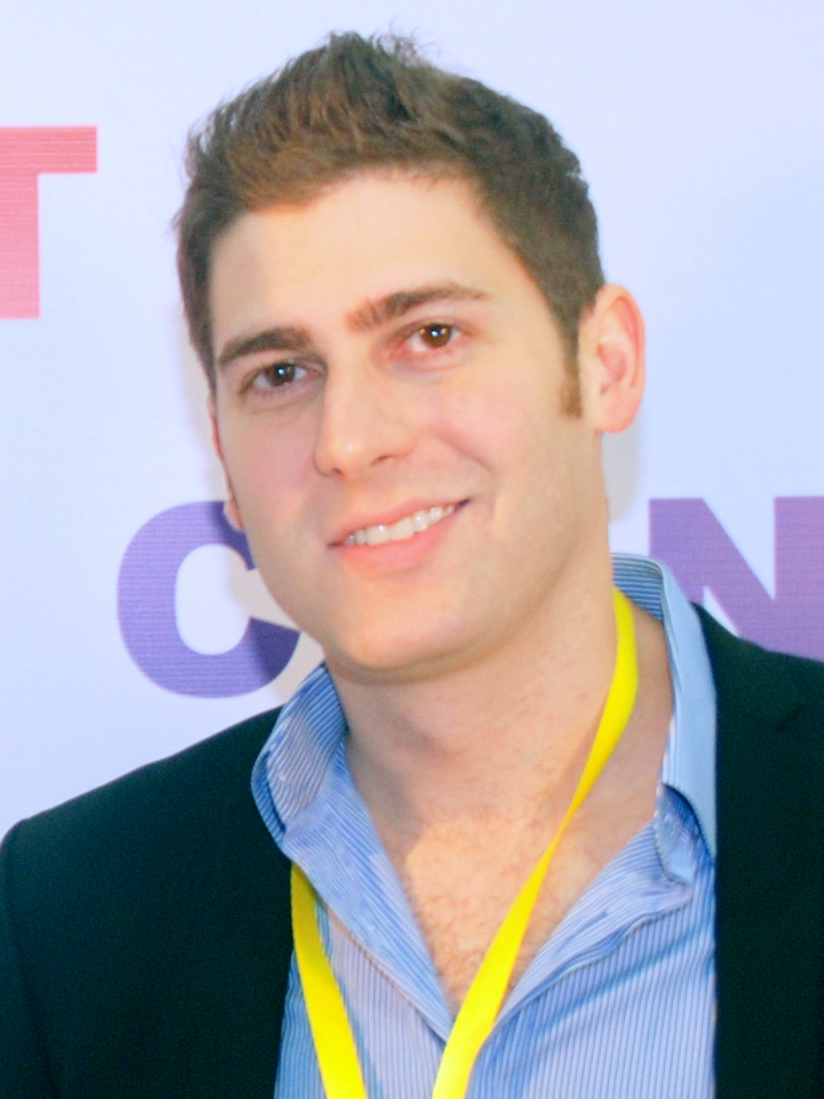
Eduardo Saverin (* 1982)

- 1982: Eduardo Saverin, einer der Gründer von Facebook
- 1982: Peter Struger, österreichischer Skirennläufer
- 1983: Tomoyoshi Koyama, japanischer Motorradrennfahrer
- 1984: Silulu A'etonu, US-amerikanisch-samoanische Judoka
- 1984: Jörg Rohde, deutscher Schauspieler
- 1985: Beatriz Fernández, spanische Handballspielerin
- 1985: Christine Guldbrandsen, norwegische Sängerin
- 1985: Caroline Seger, schwedische Fußballspielerin
- 1985: Manuchar Tschadaia, georgischer Ringer
- 1985: Ernesto Viso, venezolanischer Automobilrennfahrer
- 1986: Peter Scharinger, österreichischer Judoka
- 1986: Susanne Sundfør, norwegische Musikerin
- 1986: Elizabeth Zharoff, US-amerikanische Opernsängerin und Webvideoproduzentin
- 1987: Nicole Bauer, deutsche Politikerin
- 1987: April Jeanette Mendez, US-amerikanische Wrestlerin
- 1987: Matthias Morys, deutscher Fußballspieler
- 1988: Max Kruse, deutscher Fußballspieler
- 1988: Susanne Küng, Schweizer Fußballschiedsrichterassistentin
- 1988: Josephine Schlanke, deutsche Fußballspielerin
- 1989: Hannes Aigner, deutscher Kanute
- 1989: José María Antón, spanischer Fußballspieler
- 1990: Isabella Benz, deutsche Schriftstellerin
- 1991: Maciej Gajos, polnischer Fußballspieler
- 1991: Alexander Alexandrowitsch Kokorin, russischer Fußballspieler
- 1991: Yohandry Orozco, venezolanischer Fußballspieler
- 1992: François Bidard, französischer Radrennfahrer
- 1992: Miloš Jojić, serbischer Fußballspieler
- 1992: Adam Loomis, US-amerikanischer Nordischer Kombinierer
- 1993: Hakim Ziyech, marokkanischer Fußballspieler
- 1995: Héctor Bellerín, spanischer Fußballspieler
- 1996: Christian Borgnaes, österreichischer Skirennläufer
- 1996: Barbara Haas, österreichische Tennisspielerin
- 1996: Marija Pudowkina, ukrainische Billardspielerin
- 1997: Rūta Meilutytė, litauische Schwimmerin
- 1999: Luca Maria Graf, deutsche Fußballspielerin

### 21. Jahrhundert
- 2001: Ernest Muçi, albanischer Fußballspieler
- 2002: Lorenzo Milesi, italienischer Radrennfahrer
- 2003: Nicolò Savona, italienischer Fußballspieler
- 2008: Máximo Quiles, spanischer Motorradrennfahrer

## Gestorben

### Vor dem 18. Jahrhundert
- 0953: Abu Tahir Ismail al-Mansur bi-’llah, Kalif der Fatimiden
- 0967: Einold, Abt von Gorze
- 1118: Burchard von Holte, Bischof von Münster
- 1124: Siegfried II., Graf von Weimar-Orlamünde
- 1205: Konstantin XI. Laskaris, Kaiser des Byzantinischen Reichs in Nikaia
- 1231: Rapoto II., Pfalzgraf von Bayern sowie Graf von Kraiburg und Marquartstein
- 1238: Heinrich I., Herzog von Schlesien und Seniorherzog von Polen
- 1246: Siegfried, Bischof von Regensburg
- 1263: Hugo von Saint-Cher, französischer Dominikaner und Kardinal, päpstlicher Berater und Diplomat sowie Bibelkommentator
- 1279: Song Bing, letzter Kaiser der Song-Dynastie in China
- 1286: Alexander III., König von Schottland
- 1289: Johannes von Parma, Generalminister des Franziskanerordens
- 1327: Anna von Österreich, Markgräfin von Brandenburg und Herzogin von Breslau
- 1330: Edmund of Woodstock, 1. Earl of Kent, englischer Adeliger
- 1367: Sibyllina Biscossi, italienische Terziarin des Predigerordens
- 1469: Rötger von Schade, Abt des Klosters Grafschaft
- 1478: Friedrich II., Herzog von Braunschweig-Lüneburg
- 1494: Giorgio Merula, italienischer Humanist
- 1504: Hans von Hallwyl, Schweizer Held
- 1506: Georg Majoris, Walliser Notar und Politiker
- 1527: Christoph I., Markgraf von Baden
- 1533: John Bourchier, 2. Baron Berners, englischer Adeliger und Politiker
- 1534: Ayşe Hafsa Sultan, Mutter des Sultans Süleyman I. und einflussreiche Frau im Osmanischen Reich
- 1534: Michael Weiße, böhmischer Pfarrer und Dichter
- 1539: Edmund Howard, englischer Adliger
- 1563: Arthur Brooke, englischer Dramatiker
- 1581: Franz I., Herzog von Sachsen-Lauenburg
- 1589: Heo Chohui, koreanische Dichterin, Schriftstellerin, Malerin und Künstlerin
- 1600: Joachim von Ortenburg, niederbayerischer Reichsgraf
- 1610: Salentin von Isenburg, Erzbischof von Köln
- 1634: Antonio Freire de Andrade, portugiesischer Jesuit, Missionar und Forschungsreisender
- 1637: Peter Pázmány, ungarischer Philosoph und Theologe
- 1643: Spencer Compton, 2. Earl of Northampton, englischer Feldheer, Politiker und Peer
- 1656: Georg Calixt, deutscher Theologe
- 1681: Johann Christoph Falckner, deutscher Rechtswissenschaftler
- 1685: René François Walther de Sluze, wallonischer Mathematiker, Kanoniker und Abt
- 1687: René-Robert Cavelier, Sieur de La Salle, französischer Seefahrer

### 18. Jahrhundert
- 1702: Wilhelm III., König von England, Schottland und Irland
- 1704: Imbert Rollaz du Rosey, preußischer Generalmajor
- 1708: Samuel Rodigast, deutscher Dichter
- 1711: Josef Langer, tschechischer Wissenschaftler der Piaristen, Mathematiker und Astronom
- 1716: Dietrich von Brömbsen, Ratsherr von Lübeck
- 1720: Johann Ernst Gründler, deutscher Missionar in Indien
- 1721: Clemens XI., Papst
- 1724: Johanna Eleonora Petersen, deutsche theologische Schriftstellerin und eine der Führungsgestalten des radikalen Pietismus
- 1724: Johann Christian Thomae, deutscher Historiker
- 1726: Johann Adolf von Anhalt-Zerbst, Militär und Kirchenlieddichter
- 1734: Anna Magdalena Francke, deutsche Pietistin
- 1734: Catharina von Wartenberg, Mätresse des preußischen Königs Friedrich I.
- 1737: Johann Konrad von Reinach-Hirtzbach, Fürstbischof von Basel
- 1739: Patrick Laules, spanischer General und Diplomat irischer Herkunft
- 1744: Ernst Christoph Arnoldi, deutscher Rechtswissenschaftler
- 1745: Giovanni Francesco Guerniero, italienischer Architekt und Baumeister
- 1747: Katharina Opalińska, Königin von Polen und Großfürstin von Litauen sowie Herzogin von Lothringen und Bar
- 1750: Sebastian Zeidlmayr, deutscher Geistlicher, Organist und Musikpädagoge
- 1752: Joseph Schmuzer, deutscher Baumeister und Stuckateur
- 1756: Giuseppe Avitrano, neapolitanischer Komponist und Violinist
- 1758: Sigmund von Attems-Petzenstein, österreichischer Historiker und Landverweser
- 1759: Johann Heinrich Acker, deutscher Gymnasiallehrer, Philologe und Literaturhistoriker
- 1761: Johann Rudolf Gruner, Schweizer Pfarrer, Sammler und Chronist
- 1785: Hugh Reinagle, englischer Cellist und Komponist
- 1797: Philip Hayes, englischer Komponist
- 1797: Sophie von Kühn, Verlobte von Novalis

### 19. Jahrhundert
- 1801: Ambrosio O’Higgins, spanischer Gouverneur von Chile und Vizekönig von Peru
- 1806: James Jackson, US-amerikanischer Politiker, Gouverneur und Senator von Georgia
- 1811: František Adam Míča, tschechischer Komponist
- 1812: Robert Gendre, Schweizer römisch-katholischer Geistlicher
- 1814: Johannes Albrecht, deutscher Arzt und Schriftsteller
- 1822: Józef Wybicki, kaschubisch-polnischer Politiker und Schriftsteller
- 1825: Brita Hagberg, schwedische Soldatin
- 1832: Ludwig Halirsch, österreichischer Beamter und Dichter
- 1834: Pierre-Auguste Adet, französischer Arzt und Chemiker
- 1837: Christian Adam Dann, evangelischer Theologe und Tierschützer
- 1837: Otto Christian Friedrich Kuhfahl, deutscher Pädagoge
- 1839: Johann Stephan Schütze, deutscher Schriftsteller, gehörte zum Goethekreis
- 1840: Thomas Daniell, englischer Maler und Radierer
- 1840: François-Dominique Mosselman, Brüsseler Privatbankier und Industrieller
- 1850: Adalbert Gyrowetz, österreichischer Komponist
- 1851: Friedrich Bird, deutscher Mediziner
- 1852: Zoé Talon, Comtesse du Cayla, Vertraute Ludwigs XVIII.
- 1855: Wladimir Iwanowitsch Istomin, russischer Marineoffizier
- 1859: Jacob van Hall, niederländischer Rechtswissenschaftler
- 1860: Albrecht Roscher, deutscher Geograph und Afrikaforscher
- 1862: Wilhelm von Schadow, deutscher Maler
- 1866: Louis Clapisson, französischer Komponist
- 1867: August Abendroth, deutscher Jurist, Kaufmann und Philanthrop
- 1870: Domenico Chiodo, italienischer Marineoffizier, Ingenieur und Architekt
- 1871: Wilhelm Ritter von Haidinger, österreichischer Geologe und Mineraloge
- 1872: Jan van Boom, niederländischer Komponist, Pianist und Musikpädagoge
- 1875: Jean-Baptiste Vuillaume, französischer Geigenbauer
- 1876: Józef Stefani, polnischer Komponist
- 1880: Johann Nikolaus von Wilmowsky, deutscher Domkapitular, Archäologe und Historiker
- 1881: Arnold Duckwitz, deutscher Politiker
- 1882ː Louise Hauffe, deutsche Konzertpianistin
- 1884: Elias Lönnrot, finnischer Mediziner
- 1884: Charles Renaud de Vilbac, französischer Organist und Komponist
- 1887: Józef Ignacy Kraszewski, polnischer Schriftsteller, Historiker und Publizist
- 1887: Anton Iwanowitsch Stuckenberg, russischer Verkehrsingenieur und Schriftsteller
- 1893: Karl Komzák senior, tschechischer Komponist und Kapellmeister
- 1897ː Karoline Otto-Thate, deutsche Theaterschauspielerin
- 1897: Antoine Thomson d’Abbadie, französischer Forschungsreisender
- 1900: Heinrich Volkmar Andreae, deutsch-schweizerischer Apotheker
- 1900: Charles-Louis Hanon, französischer Pianist und Komponist

### 20. Jahrhundert
- 1902: Victor Langer, ungarischer Komponist
- 1905: Makar Jekmaljan, armenischer Komponist
- 1906: Martin Nováček, böhmischer Komponist, Dirigent, Musikpädagoge und Musiker
- 1910: Charles Guérin, französischer Geistlicher und römisch-katholischer Präfekt von Ghardaia
- 1916: Rudolf Linnemann, deutscher Architekt, Innenarchitekt und Glasmaler
- 1917: Christian Schmidt, deutscher Fußballspieler
- 1919: Marc Héridier, Schweizer Jurist und Politiker
- 1919: Hugh Munro, britischer Bergsteiger
- 1919: Christoph Strautmann, lettischer Pastor, evangelischer Märtyrer
- 1925: Marie Elisabeth Moritz, deutsche Malerin
- 1926: Domenico Malvisi, italienischer Motorradrennfahrer
- 1929: Agnes Sapper, deutsche Schriftstellerin
- 1930: Arthur Balfour, 1. Earl of Balfour, britischer Politiker
- 1930: Eugenie von Soden, deutsche Schriftstellerin und Vertreterin der bürgerlichen Frauenrechtsbewegung
- 1931: Umberto Maddalena, italienischer Pilot
- 1932: Antonio Spagnoli, Trentiner Bildhauer
- 1934: Anthony Johannes Blok, niederländischer Strafrechtler
- 1934: Hugo Prinz, deutscher Althistoriker
- 1935: Carl Duisberg, deutscher Chemiker und Industrieller
- 1940: Besim Ömer Akalın, türkischer Professor und Politiker
- 1940: Elise Bartels, deutsche Lehrerin, Frauenrechtlerin und Bürgerschaftsabgeordnete in Lübeck
- 1941: Matteo Ceirano, italienischer Automobilrennfahrer und Unternehmer
- 1943: Abel Decaux, französischer Komponist, Organist und Musikpädagoge
- 1945: Willem Jan Aalders, niederländischer Theologe
- 1945: Georges André, französischer Wintersportler
- 1945: Franz Xaver Josef Maria Augsberger, österreichischer SS-Brigadeführer und Generalmajor
- 1945: Marcel Callo, französischer Jugendarbeiter, NS-Opfer
- 1947: Ernst Krieck, deutscher Pädagoge und Schriftsteller
- 1949: Vinçenc Kolë Prennushi, albanischer, katholischer Erzbischof
- 1950: Edgar Rice Burroughs, US-amerikanischer Schriftsteller
- 1950: Sir Walter Norman Haworth, britischer Chemiker, Nobelpreisträger
- 1951: Dmytro Doroschenko, ukrainischer Historiker und Politiker
- 1952: Georg Ritter von Hengl, deutscher SS-Obersturmbannführer und General der Gebirgstruppe
- 1953: Arkadi Dmitrijewitsch Schwezow, sowjetischer Triebwerkskonstrukteur
- 1954: Walter Braunfels, deutscher Komponist
- 1956: Rudolf Veiel, deutscher General
- 1961: Edric Cundell, englischer Komponist, Hornist, Pianist, Dirigent und Musikpädagoge
- 1965: Gheorghe Gheorghiu-Dej, rumänischer Politiker, Staatspräsident
- 1966: Erik Aaes, dänischer Szenenbildner
- 1966: Otto Apel, deutscher Architekt
- 1968: Alfred Baeumler, deutscher Philosoph und Pädagoge
- 1968: Else Ehser, deutsche Schauspielerin
- 1968: Jake Lanum, US-amerikanischer American-Football-Spieler
- 1969: Adolf Aeschbach, Schweizer Politiker
- 1969: Theodor Schaefer, tschechischer Komponist und Musikpädagoge
- 1971: Jean-Marie Beaudet, kanadischer Dirigent, Pianist und Organist
- 1971: Hans Walter Imhoff, Schweizer Fußballspieler
- 1972: Paul Braess, deutscher Hochschullehrer
- 1973: Ernst Adams, deutscher Politiker
- 1973: Weston Adams, US-amerikanischer Sportfunktionär
- 1974: Otto Krone, deutscher Schauspieler
- 1976: Paul Kossoff, englischer Rock- und Blues-Gitarrist
- 1977: Pehr Edman, schwedischer Biochemiker
- 1978: Herbert Günther, deutscher Schriftsteller und Dichter
- 1978: Gaston Maurice Julia, französischer Mathematiker
- 1978: Ovila Légaré, kanadischer Schauspieler und Singer-Songwriter
- 1978: Carlos Torre, mexikanischer Schachspieler
- 1979ː Lucille Barkley, US-amerikanische Schauspielerin
- 1979: Michal Vilec, slowakischer Komponist, Dirigent und Pianist
- 1980: Raymond Dietrich, US-amerikanischer Fahrzeugdesigner
- 1981: Tampa Red, US-amerikanischer Sänger und Gitarrist (Hokum-Blues)
- 1982: Sigi Engl, österreichisch-amerikanischer Skirennläufer und Skischulleiter
- 1982: Randy Rhoads, US-amerikanischer Gitarrist
- 1982: Rudolf Trautvetter, deutscher General
- 1983: Werner Andert, deutscher Volkskundler und Publizist
- 1984: Réal Gagnier, kanadischer Oboist und Musikpädagoge
- 1984: Nakanoshima Kin-ichi, japanischer Komponist
- 1984: Ivo Veit, deutscher Rundfunkregisseur, Schauspieler und Kabarettist

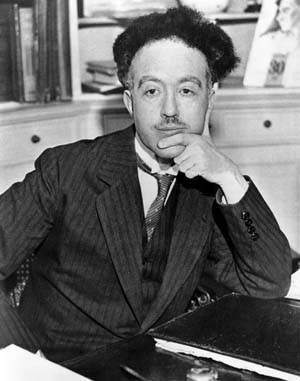
Louis-Victor de Broglie († 1987)

- 1987: Louis-Victor de Broglie, französischer Physiker, Nobelpreisträger
- 1989: Akira Abe, japanischer Schriftsteller
- 1989: Alan Civil, britischer Hornist und Musiklehrer
- 1989: Karl Anton Wolf, österreichischer Maler und Bildhauer
- 1990: Oyinkan Abayomi,  nigerianische Politikerin, Frauenrechtlerin und Lehrerin
- 1990: Franz Felke, deutscher Unternehmer
- 1990: Leopold Neumer, deutsch-österreichischer Fußballspieler
- 1992: Francesca Rhee, als Gattin des Präsidenten Rhee Syng-man erste „First Lady“ der Republik Korea
- 1993: Alexei Iwanowitsch Adschubei, sowjetischer Journalist, Publizist und Politiker
- 1993: Georges Garvarentz, französischer Komponist und Arrangeur
- 1995: Trevor Blokdyk, südafrikanischer Speedway- und Automobilrennfahrer
- 1995: Max Braithwaite, kanadischer Schriftsteller
- 1996: Steinþór Jakobsson, isländischer Skirennläufer
- 1996: Colin Pittendrigh, US-amerikanischer Biologe, Mitbegründer der Chronobiologie
- 1998: Klaus Havenstein, deutscher Schauspieler, Kabarettist und Moderator
- 1999: Sylvia Gähwiller, Schweizer Sängerin und Gesangspädagogin
- 1999: José Agustín Goytisolo, spanischer Dichter
- 2000: Christopher Beeby, neuseeländischer Diplomat, Jurist und Mitglied des WTO Appellate Body

### 21. Jahrhundert
- 2002: Marco Biagi, italienischer Professor für Arbeitsrecht

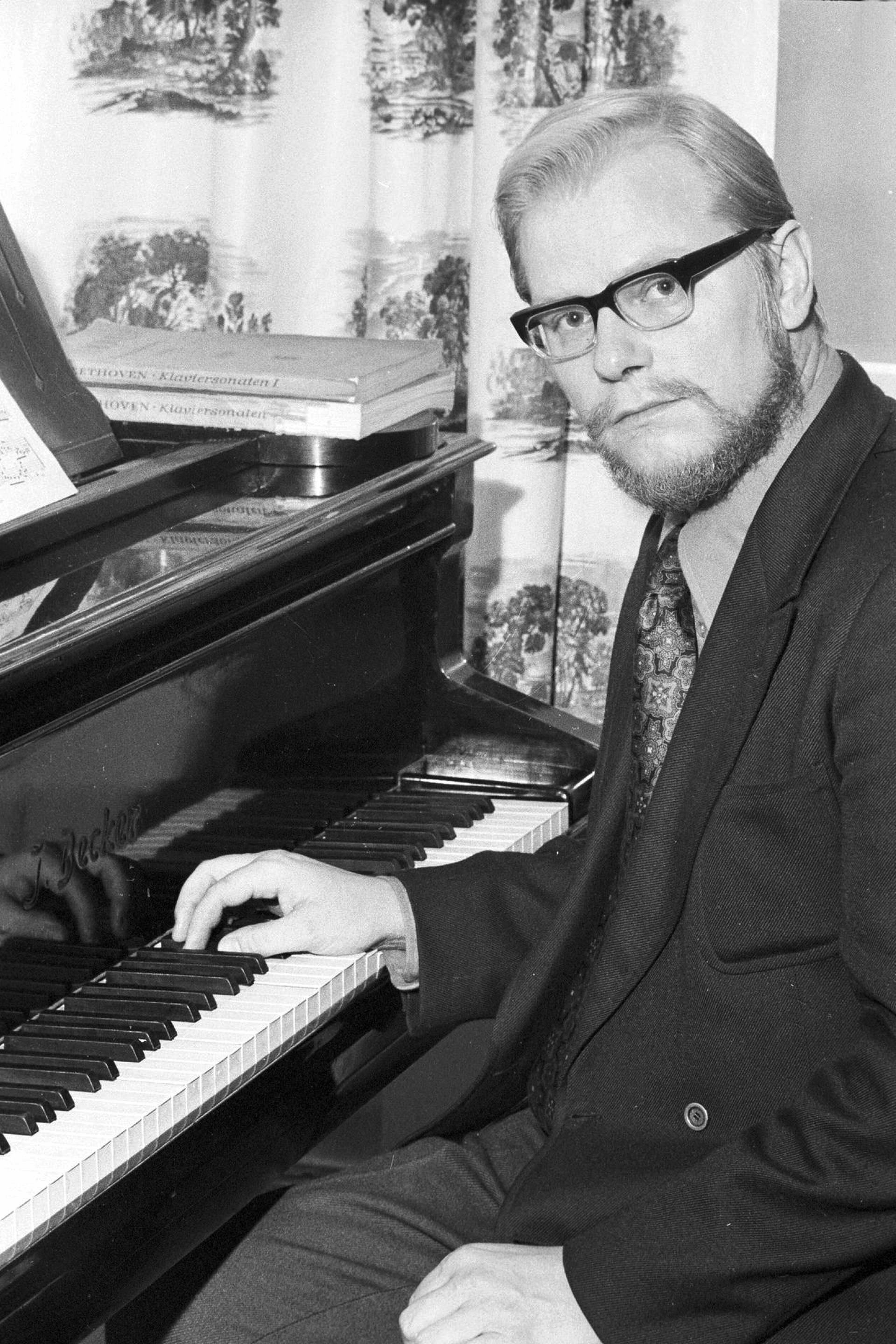
Erkki Salmenhaara († 2002)

- 2002: Erkki Salmenhaara, finnischer Komponist und Musikwissenschaftler
- 2003: Émile Genest, kanadischer Schauspieler und Komödiant
- 2003: Wolfgang Hofmann, deutscher Geiger, Komponist und Dirigent
- 2003: Olivier Long, Schweizer Generaldirektor des GATT (* 1915)
- 2003: Michael Mathias Prechtl, deutscher Maler, Illustrator und Karikaturist
- 2004: Leo Frank, österreichischer Krimi-Schriftsteller
- 2004: Josef Stingl, deutscher Politiker, Chef der Bundesanstalt für Arbeit
- 2005: John DeLorean, US-amerikanischer Sportwagenkonstrukteur
- 2005: Werner Jackstädt, deutscher Unternehmer, Mäzen und Stiftungsgründer
- 2005: Knox Ramsey, US-amerikanischer American-Football-Spieler
- 2006: Radu Aldulescu, rumänischer Cellist
- 2007: Menotti Avanzolini, italienischer Fußballspieler
- 2007: Giampaolo Calanchini, italienischer Säbelfechter
- 2007: Johann Friedrich Henschel, deutscher Jurist, Vizepräsident des Bundesverfassungsgerichts
- 2007: Luther Ingram, US-amerikanischer Soulsänger und Songschreiber
- 2008: Arthur C. Clarke, britischer Science-Fiction-Schriftsteller
- 2008: Hugo Claus, flämischer Schriftsteller
- 2008: Paul Scofield, britischer Theater- und Filmschauspieler
- 2009: Gertrud Fussenegger, österreichische Schriftstellerin
- 2011: Patrick Vincent Ahern, US-amerikanischer Geistlicher, Weihbischof
- 2011: Jörn Klamroth, deutscher Fernsehproduzent
- 2011: Gustav Lantschner, österreichisch-deutscher Skirennläufer
- 2011: Werner Remmers, deutscher Volkswirt und Politiker
- 2011: Otto Schlichter, deutscher Jurist, Vizepräsident des Bundesverwaltungsgerichtes
- 2013: Holger Juul Hansen, dänischer Schauspieler

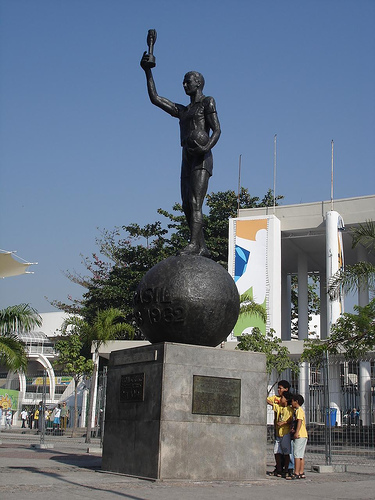
Hilderaldo Bellini († 2014)

- 2014: Hilderaldo Bellini, brasilianischer Fußballspieler
- 2017: Roger Pingeon, französischer Radrennfahrer
- 2018: Jürg Laederach, Schweizer Schriftsteller
- 2018: Keith Patrick O’Brien, britischer Kardinal
- 2022: Shahabuddin Ahmed, bangladeschischer Politiker
- 2022: Dilara Hashem,  bengalische Rundfunkredakteurin und Schriftstellerin
- 2022: Michail Jurowski, russischer Dirigent
- 2022: He Luli, chinesische Politikerin
- 2022: Yvonne Schütze, deutsche Soziologin
- 2023: Gottfried Kustermann, deutscher Sportschütze
- 2023: Ralph Roberts, neuseeländischer Segler
- 2024ː Karla Erbová, tschechische Dichterin
- 2025: Ellen Ringier, Schweizer Verlegerin und Juristin

## Feier- und Gedenktage
- Kirchliche Gedenktage
  - Josef von Nazaret, Ziehvater Jesu (anglikanisch, evangelisch, katholisch)
  - Josefstag (katholisch)
  - Michael Weiße, Ordensmann, Priester, Pfarrer, Dichter (evangelisch)

Weitere Einträge enthält die Liste von Gedenk- und Aktionstagen.